# Piekielne statki

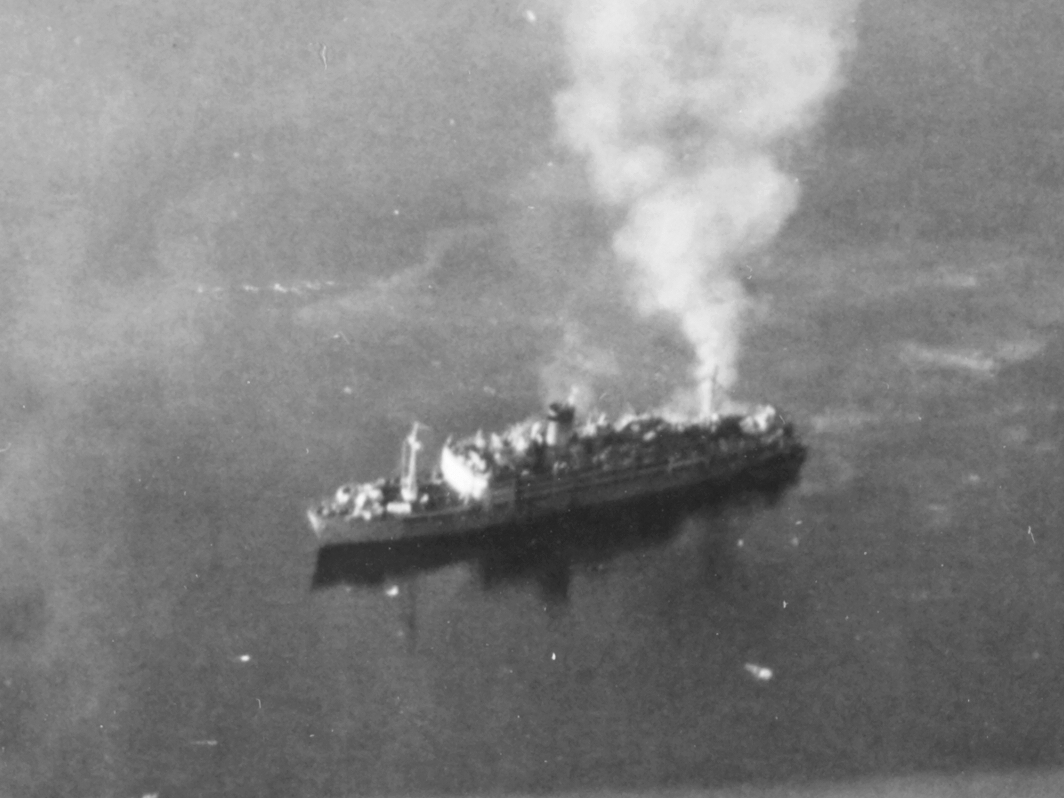
„Ōryoku Maru” – jeden z „piekielnych statków”, atakowany przez amerykańskie lotnictwo w Zatoce Manilskiej

Piekielne statki (ang. Hellships) – japońskie statki i okręty, które w czasie wojny na Pacyfiku służyły do transportu alianckich jeńców wojennych. Przewożono nimi również internowanych cywilów, azjatyckich robotników przymusowych oraz tzw. kobiety pocieszycielki.
Statki zyskały swój przydomek ze względu na nieludzkie warunki, które na nich panowały. Jeńców zazwyczaj stłaczano w ładowniach, które były pozbawione odpowiedniej wentylacji i urządzeń sanitarnych. Często otrzymywali niewystarczające racje wody i żywności oraz byli brutalnie traktowani przez japońską eskortę. Rannym i chorym nie udzielano pomocy medycznej. W konsekwencji liczne były przypadki zgonów spowodowanych głodem, pragnieniem, wyczerpaniem, chorobami i brakiem powietrza. Największym zagrożeniem dla życia jeńców były jednak ataki alianckich okrętów podwodnych oraz samolotów. W latach 1942–1945 co najmniej kilkanaście „piekielnych statków” zostało zatopionych przez Amerykanów i Brytyjczyków. Liczba ofiar tych katastrof wielokrotnie sięgała setek, a nawet tysięcy osób.
Japońskie źródła podają, że spośród około 50 tys. jeńców, których przewożono „piekielnymi statkami”, blisko 10,8 tys. poniosło śmierć w trakcie rejsu. Według niektórych badaczy liczba ofiar mogła jednak sięgnąć nawet 21–22 tys. „Piekielne statki” były drugą co do liczebności – po obozach i placach budowy Kolei Birmańskiej – przyczyną ofiar śmiertelnych wśród alianckich jeńców w niewoli japońskiej.

## Geneza
W czasie II wojny światowej siły zbrojne Cesarstwa Japonii wzięły do niewoli około 320 tys. żołnierzy alianckich, w tym około 140–144 tys. żołnierzy pochodzenia europejskiego (Amerykanów, Australijczyków, Brytyjczyków, Holendrów, Kanadyjczyków, Nowozelandczyków). Zdecydowana większość jeńców trafiła do niewoli w ciągu pierwszych sześciu miesięcy wojny, tj. w okresie japońskiej ofensywy.
Do transportu jeńców Japończycy zazwyczaj używali jednostek pływających. Gavan Daws szacował, że na trzech alianckich jeńców co najmniej jeden był choć raz przewożony drogą morską.
Japończycy wykorzystywali swoje statki także do transportu robotników przymusowych (Rōmusha), pochodzących zazwyczaj z Chin, Korei lub Holenderskich Indii Wschodnich. Ponadto przewożono nimi „pocieszycielki”, tj. azjatyckie kobiety i dziewczęta zmuszane do prostytucji w wojskowych domach publicznych.

## Nazewnictwo
Nazwę „piekielne statki” (ang. Hellships) ukuli jeńcy, którzy przeżyli podróż tymi japońskimi jednostkami. W konsekwencji, pod tą nazwą występują one najczęściej w literaturze historycznej.
Niektórzy historycy i weterani porównywali „piekielne statki” ze statkami, które w erze nowożytnej były wykorzystywane na potrzeby transatlantyckiego handlu niewolnikami. Jean-Louis Margolin i Van Waterford porównują je natomiast do statków-więzień z okresu rewolucji amerykańskiej, rewolucji francuskiej i wojny secesyjnej. Określenia „statki więzienne” (Prison Ships) użył także w swym wyroku Międzynarodowy Trybunał Wojskowy dla Dalekiego Wschodu.
Jeńcy nadawali też poszczególnym statkom charakterystyczne nazwy, zazwyczaj ironicznie nawiązujące do warunków, które na nich panowały. W ich wspomnieniach i relacjach można więc znaleźć takie określenia jak: Banana Maru, Benjo Maru, Byōki Maru, Diarrhea Maru, Dysentery Maru, Horror Maru, Hotsy Maru, Mati Mati Maru, Mucky Maru, czy Stinko Maru.

## Organizacja transportu jeńców
Co do zasady za transport jeńców drogą morską odpowiadała Cesarska Marynarka Wojenna. Załadunek i rozładunek „piekielnych statków” był często nadzorowany przez funkcjonariuszy Tokkeitai.
W proces ten była jednak zaangażowana także Cesarska Armia Japońska, a w szczególności III Biuro Sztabu Generalnego – odpowiedzialne za transport i łączność. W każdym ważniejszym porcie w Japonii i w krajach okupowanych funkcjonowały armijne komendantury, które we współpracy z marynarką wojenną odpowiadały za zaopatrzenie, załadunek i rozładunek oraz wytyczanie tras statków wykorzystywanych na potrzeby wojenne. Armia dysponowała nawet własnymi jednostkami pływającymi, które służyły m.in. do transportu jeńców, robotników przymusowych oraz „kobiet do towarzystwa”.
W procesie transportu jeńców drogą morską kluczową rolę odgrywały dwa porty:
- Manila – port był siedzibą japońskiej 31. specjalnej bazy morskiej. Zazwyczaj wyruszały zeń statki, które przewoziły amerykańskich jeńców wziętych do niewoli podczas kampanii filipińskiej. Ich trasy wiodły najczęściej przez Formozę w kierunku Wysp Japońskich[16].
- Singapur – port był siedzibą japońskiej 10. specjalnej bazy morskiej. Zazwyczaj wyruszały zeń lub przybywały doń statki, które przewoziły jeńców wziętych do niewoli na obszarze Azji Południowo-Wschodniej (Brytyjczyków, Australijczyków, Amerykanów, Holendrów). Z Singapuru ich trasy wiodły do portów w Birmie, na brytyjskim Borneo i w Holenderskich Indiach Wschodnich, na Archipelagu Bismarcka, a także przez Sajgon i Formozę w kierunku Wysp Japońskich[16].

Na Wyspach Japońskich portem docelowym dla „piekielnych statków” było zazwyczaj Moji na wyspie Kiusiu.
Podczas rejsów na dalekie dystanse do transportu jeńców wykorzystywano zazwyczaj duże statki towarowe i pasażerskie. Z kolei na krótkich dystansach przewożono ich przy użyciu mniejszych jednostek: promów, niewielkich frachtowców, a nawet łodzi i dżonek.

## Kalendarium i kierunki rejsów

### 1942
Pierwszymi japońskimi jednostkami, które wykorzystano do transportu jeńców wojennych, były statki pasażerskie „Argentina Maru” i „Nitta Maru”. Ten pierwszy rozpoczął podróż 10 stycznia 1942 roku, przewożąc w swych ładowniach około 800 amerykańskich żołnierzy i cywilów, których wzięto do niewoli na wyspie Guam. Drugi wypłynął w rejs dwa dni później, zabierając około 1200 amerykańskich żołnierzy i cywilów, których wzięto do niewoli podczas bitwy o atol Wake.
Te pierwsze rejsy miały na celu przede wszystkim wywiezienie jeńców ze strefy bezpośrednich działań wojennych. Japońskie dowództwo wkrótce doszło do jednak wniosku, że mogą być oni z powodzeniem wykorzystywani jako robotnicy przymusowi. Począwszy od kwietnia 1942 roku, w związku z planami budowy Kolei Birmańskiej, „piekielne statki” zaczęły dostarczać kontyngenty jeńców do portów Birmy. Jednostki te zazwyczaj wypływały z Singapuru oraz z portów Jawy, gdyż tamtejsze obozy jenieckie stanowiły główny rezerwuar siły roboczej dla „kolei śmierci”.
Jednocześnie odnotowywano intensywny ruch jenieckich statków na północ, tj. z portów Azji Południowo-Wschodniej i południowego Pacyfiku w kierunku Wysp Japońskich, Korei, Formozy, rzadziej do Chin kontynentalnych. Japończycy nie kierowali się przy tym wyłącznie względami ekonomicznymi. W sierpniu blisko 1,5 tys. jeńców wysłano z Singapuru do Korei, aby w ten sposób „przyczynić się do wykorzenienia uczuć szacunku i podziwu, jakie naród koreański żywi dla Brytanii i Ameryki, oraz ugruntowania wiary w zwycięstwo Japonii”.
Choć w 1942 roku dominowały rejsy wzdłuż szeroko rozumianej osi południe-północ, jeńców przewożono także na krótszych dystansach, m.in. z Singapuru na Borneo lub pomiędzy poszczególnymi wyspami Filipin i Holenderskich Indii Wschodnich. Ponadto jeszcze trzykrotnie „piekielne statki” wypłynęły z Wake do Japonii, a 600 brytyjskich jeńców wysłano z Singapuru do Rabaulu, a stamtąd na Balalae na wyspach Shortland. Dodatkowo kontyngent chińskich robotników przymusowych wysłano na atol Turk.
Z ustaleń Gregory’ego F. Michno wynika, że do końca 1942 roku Japończycy przetransportowali drogą morską 49 459 jeńców, wykorzystując w tym celu 54 statki. Najwięcej „piekielnych statków”, gdyż co najmniej osiemnaście, wyruszyło w rejs w październiku (była to także największa miesięczna liczba ich rejsów w czasie wojny). Średni czas rejsu wynosił dziesięć dni. Zmarło lub zginęło 2240 jeńców, a więc 4,5%.

### 1943
W 1943 roku „piekielne statki” rzadziej wypływały w rejs, co było związane z faktem, że już w poprzednim roku znaczną liczbę jeńców przewieziono drogą morską, a następnie zatrudniono przy realizacji różnych projektów budowlanych lub w kopalniach i zakładach przemysłowych na obszarze Strefy Wspólnego Dobrobytu Wielkiej Azji Wschodniej.
O ile w poprzednim roku dominowały rejsy wzdłuż osi południe-północ, o tyle w 1943 roku równie często odbywały się rejsy wzdłuż osi wschód-zachód, tj. między poszczególnymi wyspami Holenderskich Indii Wschodnich lub między Singapurem a Borneo.
Z ustaleń Michno wynika, że do końca 1943 roku Japończycy przetransportowali drogą morską 23 343 jeńców, wykorzystując w tym celu 41 „piekielnych statków”. Średni czas rejsu wynosił 9,8 dnia. Zmarło lub zginęło 964 jeńców, a więc 4,1%.

### 1944–1945
W ostatnim okresie wojny można było zaobserwować tendencję do przenoszenia jeńców – przede wszystkim oficerów oraz żołnierzy dysponujących umiejętnościami technicznymi – na Wyspy Japońskie lub do posiadłości położonych bliżej metropolii.
W 1944 roku trzy duże kontyngenty jeńców wysłano w konwojach z Singapuru do Japonii, za każdym razem wykorzystując od dwóch do pięciu statków. Wiele „piekielnych statków” wypłynęło również z Filipin, kierując się na Wyspy Japońskie lub na Formozę. Ewakuowano nimi zdecydowaną większość jeńców, którzy przebywali jeszcze na archipelagu. W konsekwencji wojska gen. Douglasa MacArthura uwolniły z tamtejszych obozów tylko około 1,3 tys. jeńców. Ponadto nadal odbywały się rejsy na innych trasach, w szczególności między poszczególnymi wyspami Filipin lub Holenderskich Indii Wschodnich.
Z ustaleń Michno wynika, że do końca 1944 roku Japończycy przetransportowali drogą morską 47 057 jeńców, wykorzystując w tym celu 53 „piekielne statki”. Średni czas rejsu wynosił 11,7 dnia. Zmarło lub zginęło 17 383 jeńców, a więc 37%.
W 1945 roku „piekielne statki” odbyły już tylko osiem rejsów, z czego cztery na trasie Formoza – Wyspy Japońskie, jeden z Singapuru do Sajgonu, jeden z Jawy do Singapuru, a pozostałe w obrębie Holenderskich Indii Wschodnich. Statki te przewiozły 6655 jeńców, z czego 452 zmarło (6,8%).

## Warunki transportu

### Warunki sanitarne, wyżywienie, traktowanie
Podczas powojennych procesów japońscy oskarżeni utrzymywali, że transport alianckich jeńców odbywał się w równie trudnych warunkach, co transport japońskich żołnierzy. Argument ten nie był pozbawiony podstaw. W trakcie wojny na Pacyfiku, podczas rejsów na tropikalnych akwenach, japońscy żołnierze także musieli podróżować w nagrzanych i niewentylowanych ładowniach, otrzymując minimalne racje żywnościowe. Zdarzało się nawet, że jeńcy i żołnierze podróżowali w tych samych ładowniach, otrzymując takie samo wyżywienie. Ponadto już podczas wojny z Rosją japońskie dowództwo przyjęło zasadę, że podczas transportu wojska drogą morską zalecane zagęszczenie wynosić powinno: jeden żołnierz na jedno tsubo (jednostka miary odpowiadająca 3,3 m²), alternatywnie jeden żołnierz na trzy tony wyporności. Te same standardy stosowano w odniesieniu do jeńców wojennych.
W trakcie działań wojennych stopniowo podnoszono jednak limity dopuszczalnego zagęszczenia. W 1941 roku jeden żołnierz przypadał na 2/3 tsubo lub na dwie tony wyporności. W 1944 roku limit wynosił natomiast: jeden żołnierz na 1/3 tsubo lub dwóch na jedną tonę wyporności. Wraz z pogarszaniem się sytuacji militarnej Cesarstwa hasłem przewodnim stało się chōmansai, co można w przybliżeniu tłumaczyć jako „ekstremalnie pełny załadunek”. Zdarzało się, że jeńców stłaczano w ładowniach do tego stopnia, iż całą podróż musieli spędzić na siedząco, ze skrzyżowanymi nogami. Podczas wielodniowych rejsów sen czy wizyty w prowizorycznych latrynach były możliwe tylko w trybie zmianowym. Niejednokrotnie całą podróż jeńcy spędzali pod pokładem. Zdarzało się jednak, że ładownie były do tego stopnia zapełnione materiałami wojennymi lub surowcami, iż jeńcy byli zmuszeni spędzić cały rejs na pokładzie – bez osłony przed żywiołami.
Zasadniczo jeńców uważano za najgorszy rodzaj pasażerów, traktowany w kategoriach ładunku. Na „piekielnych statkach” kajuty na górnych pokładach zazwyczaj były zarezerwowane dla japońskich cywilów, podczas gdy na dolnych pokładach rozlokowywano japońskich żołnierzy i „pocieszycielki”. Jeńców stłaczano natomiast w najniżej położonych ładowniach lub w bunkrach węglowych, pozbawionych odpowiedniej wentylacji czy urządzeń sanitarnych. Nierzadko kwatery te były także zanieczyszczone pyłem ryżowym lub cukrowym, miałem węglowym czy końskim łajnem. W warunkach tropikalnych temperatura w ładowniach potrafiła sięgnąć niemal 50 °C. Do załatwiania potrzeb naturalnych wielokrotnie służyły tylko wiadra, kubły lub skrzynie, które później wciągano linami na pokład, nierzadko rozlewając zawartość. Większość jeńców, jako najgorszy aspekt podróży „piekielnymi statkami”, zapamiętała brak odpowiednich urządzeń sanitarnych. Zdarzało się, że jeńców przewożono statkami, które transportowały także amunicję lub inne niebezpieczne materiały.
Aby nie marnować miejsca na dodatkowe urządzenia kuchenne, jeńcom wydawano jedynie zimne posiłki, czasami składające się wyłącznie z owoców. Z tego powodu niektórym statkom nadano przydomek Banana Maru. Wielkość racji żywnościowych i racji wody pitnej często była dalece niewystarczająca. Chorzy i ranni zazwyczaj nie otrzymywali lekarstw ani pomocy lekarskiej. Ponadto japońscy strażnicy i marynarze traktowali jeńców z dużą brutalnością. Z relacji tych ostatnich wynika, że stosunkowo najlepiej odnosili się do nich kapitanowie i marynarze japońskiej marynarki handlowej. O wiele bardziej brutalny i bezwzględny był natomiast personel Cesarskiej Marynarki Wojennej.
Po przybyciu do Moji lub innych portów w Japonii jeńców najpierw gromadzono na nadbrzeżu, uniemożliwiając skorzystanie z latryn nawet chorym na dyzenterię. Następnie spryskiwano ich płynem odwszawiajacym, po czym przeprowadzano inspekcję „celną”, „imigracyjną” i „medyczną”, podczas których jeńców często okradano z resztek bagażu. Najciężej chorych kierowano do szpitali wojskowych, a resztę do obozów jenieckich. Strażnicy zachęcali japońskich cywilów, w tym dzieci szkolne, aby opluwali i bili jeńców lub obrzucali ich przekleństwami.
Warunki na „piekielnych statkach” zazwyczaj były bardzo złe, choć nie zawsze jednakowe. Zazwyczaj zależały od stanu technicznego statków, liczby przewożonych jeńców, długości rejsu, czy postawy japońskiej straży. W pierwszych latach wojny zdarzały się rejsy, podczas których jeńcy dysponowali wystarczającą ilością miejsca w ładowniach lub mogli swobodnie wychodzić na pokład. Na statku „Tatsuta Maru”, który w styczniu 1943 roku odbywał rejs z Hongkongu do Nagasaki, część jeńców stłoczono w ładowniach, ale część z kolei rozlokowano w kabinach pasażerskich. Zdarzały się również przypadki, gdy wyżywienie na statkach było wystarczające, a nawet okazywało się lepsze niż w obozach jenieckich.

### Długość rejsów
Harmonogram i organizacja rejsów często były zakłócane przez złą pogodę i złe zarządzanie, w tym chaotyczny załadunek i wyładunek. Część autorów jest ponadto zdania, że im dłużej trwała wojna, tym bardziej pogarszała się sytuacja jeńców przewożonych drogą morską. Miało być to spowodowane przede wszystkim wydłużeniem czasu rejsów. Wraz z pogarszaniem się sytuacji militarnej Cesarska Marynarka Wojenna stopniowo traciła bowiem zdolność do skutecznego zabezpieczania żeglugi. Z tego powodu kapitanowie byli zmuszeni podejmować rozliczne działania, aby zminimalizować ryzyko nieprzyjacielskiego ataku: trzymać się blisko wybrzeży, nocować w portach lub zatokach, przez długi czas oczekiwać w portach pośrednich na sformowanie konwoju. Tym samym jeńcy spędzali więcej czasu w ładowniach, a liczba ofiar śmiertelnych rosła.
Cztery najdłuższe rejsy „piekielnych statków” odbyły się w 1944 roku: „Canadian Inventor” (62 dni), „Maros Maru” (67 dni), „Rashin Maru” (70 dni), „Hōfuku Maru” (79 dni). Ponadto, w latach 1944–1945 odnotowano większą liczbę zgonów spowodowanych brutalnością i złymi warunkami, niż w pierwszym okresie wojny. Gregory F. Michno wskazuje jednak, że warunki na „piekielnych statkach” były złe już od samego początku wojny (aczkolwiek wiele wskazuje na dalsze pogorszenie traktowania w 1944 roku). W odniesieniu do długości rejsów podkreśla natomiast, że zależała ona od wielu czynników, a podczas postojów w portach pośrednich jeńcy nie zawsze byli zmuszeni spędzać cały czas w ładowniach. Jeśli porównać czas rejsów odbywanych przez „piekielne statki” na tych samych trasach w różnych okresach wojny, to w wielu przypadkach rejsy w 1944 roku były tylko minimalnie dłuższe, a czasem nawet krótsze od tych, które odbyły się w latach wcześniejszych. Z kolei ostatnie rejsy, które miały miejsce w 1945 roku, okazują się najkrótsze – ze względu na fakt, iż odbywały się na krótkich dystansach.

### Postawa jeńców
Niezwykle trudne warunki rejsu często doprowadzały jeńców na skraj wytrzymałości fizycznej i psychicznej. Zdarzało się, że na skutek zaduchu, upału i pragnienia popadali w szaleństwo, popełniali samobójstwa, a nawet zaczynali wzajemnie się zabijać. Gavan Daws postawił jednak tezę, iż tak drastyczne przejawy upadku dyscypliny odnotowano wyłącznie wśród jeńców amerykańskich – przede wszystkim na pokładzie statku „Ōryoku Maru” (grudzień 1944).
Michno wskazuje, że mniej lub bardziej lakoniczne wzmianki o podobnie drastycznych incydentach pojawiają się także w odniesieniu do rejsów z udziałem jeńców innych narodowości – przede wszystkim na statkach „Dainichi Maru” (jesień 1942 roku) i „Maros Maru” (jesień 1944 roku). Nie zaprzecza, że najwięcej przekazów mówi o upadku dyscypliny i wzajemnych morderstwach wśród amerykańskich jeńców – zwłaszcza na statkach kursujących w drugiej połowie 1944 roku. Jego zdaniem nie można jednak całkowicie wykluczyć, że Amerykanie bardziej szczerze opisywali swoje przeżycia na „piekielnych statkach”.
Van Waterford podkreśla z kolei, że mimo nieludzkich warunków, które panowały na „piekielnych statkach”, wielu jeńców do końca zachowało poczucie koleżeństwa i wysokie morale.
Na żadnym z „piekielnych statków” nie doszło do buntu. Jako przyczyny tego stanu rzeczy wskazuje się: zły stan fizyczny jeńców spowodowany wielomiesięcznym pobytem w obozach jenieckich, przekonanie, że większą szansę na przeżycie daje oczekiwanie na klęskę Japonii i wyzwolenie przez aliantów, obawę przed wymordowaniem buntowników przez japońskich strażników bądź zatopieniem zdobytego statku przez japońskie samoloty lub okręty. Prawdopodobnie najbliżsi buntu byli rozbitkowie ze statków „Kachidoki Maru” i „Rakuyō Maru”, którzy odmówili wejścia na pokład japońskiego tankowca i wymusili, aby zabrano ich do Japonii innym statkiem (wrzesień 1944 roku).

### Japońskie reakcje
Pod koniec listopada 1942 roku do Japonii przybyły statki „Singapore Maru” i „Dainichi Maru”, które przewoziły około 2,3 tys. alianckich jeńców. W trakcie rejsu zmarło około 140 jeńców, a około trzystu nie było w stanie o własnych siłach zejść na ląd. W konsekwencji 10 grudnia 1942 roku japońskie Ministerstwo Wojny wystosowało tajny rozkaz nr 1504, w którym podkreślając konieczność dołożenia wysiłków, aby jeńcy docierali do portów docelowych „w stanie gwarantującym zdolność do pracy”, zwracało jednocześnie uwagę:

Ostatnio w czasie przewożenia jeńców wojennych do Japonii wielu z nich zachorowało lub zmarło. Poza tym wielu jeńców było niezdolnych do pracy z powodu nieodpowiedniego traktowania ich w czasie podróży.

Z kolei 3 marca 1944 roku wiceminister wojny gen. Kiyoji Tominaga wydał rozkaz dotyczący traktowania jeńców wojennych, w którym podkreślał, że musi ono ulec poprawie, gdyż praca jeńców jest niezbędna dla japońskiego wysiłku wojennego, a jednocześnie wysoka śmiertelność może zostać wykorzystana przez nieprzyjacielską propagandę. W rozkazie tym znalazła się następująca wzmianka:

O ile podczas transportu jeńców nadal muszą być czynione wysiłki w kierunku całkowitego wykorzystania miejsca na statkach, to jednak w obecnej sytuacji jest rzeczą konieczną, aby wszyscy zdali sobie w pełni sprawę ze znaczenia tajnego rozkazu nr 1504 z 1942 roku, dotyczącego traktowania jeńców wojennych.

Ze względu na fakt, że Cesarska Marynarka Wojenna – w pierwszym rzędzie odpowiedzialna za transport drogą morską – nie podlegała Ministerstwu Wojny, rozkazy te nie odegrały większej roli.

## Ataki alianckich okrętów podwodnych i lotnictwa

### Jenieckie statki w świetle prawa międzynarodowego
Wielu zachodnich historyków podkreśla, że Japończycy nie zapewniali odpowiedniego oznakowania jednostkom przewożącym jeńców, narażając je tym samym na alianckie ataki. Co więcej, od 1942 roku „piekielne statki” były regularnie włączane w skład konwojów.
W rzeczywistości prawo konfliktów zbrojnych nie nakładało jednak na walczące strony obowiązku oznaczania statków przewożących jeńców. Co więcej, w świetle zapisów konwencji genewskiej z 1929 roku zakazane były wyłącznie ataki na statki szpitalne oraz na te jednostki, którym walczące strony zgodziły się zapewnić swobodne przejście. Alianci także nie zapewniali stosownego oznakowania swoim statkom, które przewoziły jeńców, w konsekwencji czego niejednokrotnie padały one ofiarą nieprzyjacielskich ataków. Najbardziej drastycznym tego przykładem był tzw. Incydent Laconii z września 1942 roku.
W czasie II wojny światowej Międzynarodowy Czerwony Krzyż dwukrotnie podjął zabiegi, aby umożliwić bezpieczną żeglugę statkom przewożącym jeńców (w 1940 i 1942 roku). Jego propozycje obejmowały: wprowadzenie zakazu atakowania takich jednostek, notyfikowanie przez walczące strony tras ich rejsów, zapewnienie statkom odpowiednich oznaczeń, wyposażenie ich w wystarczającą liczbę szalup i kamizelek ratunkowych. Jednocześnie zakazane miało być wykorzystywanie jenieckich statków do transportu wojska i materiałów wojennych. Zabiegi Czerwonego Krzyża spotkały się jednak z odmową zarówno państw „Osi”, jak i państw alianckich. Propozycja Niemiec, aby do transportu jeńców wykorzystywać chronione prawem międzynarodowym statki szpitalne, także nie zdobyła poparcia aliantów oraz pozostałych państw „Osi”. Walczące strony obawiały się ujawnienia swoich tras żeglugowych. Nie chciały ponadto ryzykować, że przeciwnik będzie wykorzystywał chronione w ten sposób statki do transportu własnych żołnierzy i materiałów wojennych.

### Kalendarium ataków

Alianccy jeńcy – rozbitkowie ze statku „Rakuyō Maru” odnalezieni przez okręt podwodny USS „Queenfish”. Wrzesień 1944

W początkowym okresie wojny ryzyko śmierci na skutek „bratobójczego ognia” nie było jeszcze szczególnie wysokie. Niemniej już w 1942 roku zatonęły dwa japońskie statki przewożące jeńców. Pierwszym był „Montevideo Maru”, zatopiony 1 lipca przez okręt podwodny USS „Sturgeon”. Drugim „Lisbon Maru”, który zatonął 2 października po ataku okrętu podwodnego USS „Grouper”. Wraz z obiema jednostkami zginęło blisko 1,9 tys. jeńców.
W 1943 roku amerykańskie okręty podwodne zatopiły statki „Buyō Maru” i „Suez Maru”, natomiast ofiarą lotnictwa padł „Nichimei Maru”. Do grona zatopionych „piekielnych statków” zalicza się ponadto lotniskowiec eskortowy „Chūyō”, storpedowany 4 grudnia 1943 roku przez okręt podwodny USS „Sailfish”. Ataki te spowodowały śmierć około 800 jeńców.
Największą liczbę ataków na „piekielne statki” odnotowano w 1944 roku. W amerykańskim raporcie sporządzonym jeszcze przed zakończeniem wojny oszacowano, że samoloty i okręty podwodne zatopiły wtedy co najmniej osiem statków. Miały one przewozić 9242 jeńców, z czego 5879 zaginęło. Jeśli natomiast uwzględnić – jak czyni to Gregory F. Michno – także jednostki przewożące jeńców – żołnierzy wojsk kolonialnych oraz Rōmusha, to liczba zatopionych „piekielnych statków” wzrasta do trzynastu, a liczba ofiar śmiertelnych – do około 17 tys. W ujęciu miesięcznym najwięcej zatopień odnotowano we wrześniu. Alianci zatopili wtedy pięć „piekielnych statków” („Shin’yō Maru”, „Rakuyō Maru”, „Kachidoki Maru”, „Jun’yō Maru”, „Hōfuku Maru”). Szacuje się, że wraz z nimi zatonęło 4478 jeńców. Jeśli uwzględnić także Rōmusha, to liczba wrześniowych ofiar wzrasta do niemal 9 tys.
Z brytyjskich raportów, które sporządzono krótko po kapitulacji Japonii, wynika, że w latach 1942–1945 alianckie okręty podwodne i samoloty zatopiły łącznie czternaście „piekielnych statków”. Brytyjska lista jest jednak niekompletna. Nie uwzględnia bowiem statków, które przewoziły azjatyckich jeńców i robotników przymusowych. Ponadto podczas wojny na Pacyfiku alianci zatopili trudną do ustalenia liczbę japońskich okrętów i statków, które przewoziły niewielkie grupy jeńców, liczące od kilku do kilkudziesięciu osób. Michno i Van Waterford obliczyli, że alianci zatopili dziewiętnaście „piekielnych statków”. Z kolei Gavan Daws szacował liczbę zatopionych „piekielnych statków” na około dwadzieścia pięć.
Michael Sturma ocenia, że działalność alianckich okrętów podwodnych także w pośredni sposób wpływała na los jeńców. Po pierwsze, niedobory żywności spowodowane aliancką blokadą sprawiały, że Japończycy byli zmuszeni ewakuować jeńców z obozów położonych bliżej frontu – z wykorzystaniem „piekielnych statków”. Między innymi z tego właśnie powodu 1054 Australijczyków musiało wyruszyć z Rabaulu w tragicznie zakończonym rejsie „Montevideo Maru”. Z drugiej strony zagrożenie atakami okrętów podwodnych miało wydłużać czas rejsów, przekładając się na większe cierpienia i większą liczbę ofiar wśród pasażerów „piekielnych statków”.

### Reakcje Japończyków
Wraz z zatopionymi „piekielnymi statkami” wielokrotnie ginęły setki, a nawet tysiące jeńców i robotników przymusowych. Tak duża liczba ofiar często była spowodowana faktem, że Japończycy nie przywiązywali zbyt dużej wagi do ratowania ich życia, a w niektórych wypadkach dążyli wręcz do ich wymordowania. W wiadomości nadanej 22 września 1944 roku, krótko po zatopieniu „Jun’yō Maru”, znalazło się stwierdzenie: „w przyszłości nie przewidujemy podejmowania prób ratowania tego typu personelu”.
Daws ocenia, że prawdopodobieństwo było mniejsze niż 50%, iż w momencie storpedowania statku strażnicy lub marynarze otworzą włazy, umożliwiając jeńcom wydostanie się na pokład. Równie niewielkie były szanse, że wydadzą im kamizelki ratunkowe lub pozwolą wejść na pokład szalup ratunkowych i tratw. Wreszcie równie niewielkie były szanse, że inne japońskie statki wyciągną jeńców z wody. Co więcej, nierzadkie były przypadki, gdy otwierano ogień do unoszących się na falach jeńców. W innych wypadkach japońscy marynarze wciągali jeńców-rozbitków na pokład swoich statków lub okrętów, lecz po pewnym czasie wrzucali ich z powrotem do morza lub mordowali.
Japońska armia zaniedbywała także obowiązku raportowania Czerwonemu Krzyżowi o śmierci jeńców, którzy zginęli na zatopionych statkach. Prawda o losie ponad tysiąca australijskich jeńców, którzy zatonęli wraz z „Montevideo Maru”, wyszła na jaw dopiero po kapitulacji Japonii. Listę jeńców, którzy zmarli i zginęli na statkach „Ōryoku Maru”, „Brazil Maru” i „Enoura Maru”, udało się skompletować dopiero w listopadzie 1947 roku.
Przypadki zatopienia jenieckich statków przez amerykańskie okręty podwodne były niekiedy wykorzystywane przez japońską propagandę. Po zatopieniu „Lisbon Maru” Radio Tokio przeprowadziło serię krótkich wywiadów z ocalałymi jeńcami. Po zatopieniu „Rakuyō Maru” japońska propaganda położyła natomiast nacisk na fakt uratowania 136 jeńców-rozbitków przez japoński okręt – rzekomo kosztem życia pewnej liczby japońskich rozbitków, w tym kobiet i dzieci. Z kolei w odniesieniu do tej samej katastrofy rządy Australii i Wielkiej Brytanii nagłośniły fakt, że pewna liczba jeńców została z narażeniem życia ocalona przez załogi amerykańskich okrętów podwodnych.

### Reakcje aliantów
Liczni historycy pozostają przekonani, że dzięki złamaniu japońskich szyfrów oraz meldunkom antyjapońskiego ruchu oporu aliancki wywiad doskonale zdawał sobie sprawę, że niektóre nieoznakowane statki przewożą jeńców wojennych i internowanych cywilów. Zdaniem Michno odkodowane depesze pozwoliły ustalić, iż jeńców przewożono w konwoju HO-02, który w czerwcu 1944 roku wypłynął z Singapuru. Nie spowodowało to jednak wstrzymania pościgu, w konsekwencji czego zatopiony został m.in. statek „Tamahoko Maru”, który przewoził 772 jeńców. Z kolei we wrześniu 1944 roku amerykański wywiad miał być świadomy, iż jeńcy są przewożeni na statkach, które płyną w konwoju HI-72. Informacji tej nie przekazano jednak dowódcom okrętów podwodnych, a amerykańskie „wilcze stado” rozgromiło konwój, zatapiając m.in. dwa „piekielne statki”: „Kachidoki Maru” i „Rakuyō Maru”. Jego zdaniem także wiele innych zatopień „piekielnych statków” można przypisać meldunkom alianckiego wywiadu radiowego.
Niektórzy badacze uważają jednak, że tym wypadku nie należy przykładać przesadnie dużej wagi do faktu złamania japońskich szyfrów. Amerykańscy kryptolodzy nie zawsze byli bowiem w stanie odpowiednio wcześnie i precyzyjnie odczytać meldunki, w których była mowa o transporcie jeńców. Co więcej, z ustaleń Lee A. Galdwina wynika, że depesze szyfrowane kodem 2468 – wykorzystywanym przez statki na służbie Cesarskiej Armii Japońskiej i złamanym przez Amerykanów – nie zawierały informacji na temat transportu jeńców. Również Raymond Lamont-Brown wskazuje, że o ile amerykański wywiad radiowy był w stanie ustalić trasy poszczególnych japońskich konwojów, o tyle odszyfrowane depesze nie zawierały informacji na temat przewożonego ładunku.
Faktem pozostaje jednak, że alianci konsekwentnie prowadzili nieograniczoną wojnę podwodną przeciw japońskiej żegludze. US Navy co do zasady nie uznawała, aby obecność jeńców była powodem, który uzasadniałby ograniczenie ataków na japońskie konwoje. Zdaniem Maxa Hastingsa amerykańskie dowództwo mogło się obawiać, że nieatakowanie jednostek, które przewoziły jeńców, zachęci Japończyków, aby traktować tych pierwszych jako zakładników. Osobną kwestią pozostawał brak możliwości ustalenia przez załogi okrętów podwodnych, które spośród zamaskowanych i płynących pod eskortą statków przewoziły jeńców. Michno wskazuje ponadto, że ostrzeganie kapitanów okrętów podwodnych, iż takie statki płyną w japońskich konwojach, mogłoby potencjalnie obniżyć ich determinację do przeprowadzania ataków.
Alianci nie podejmowali również prób zdobycia „piekielnych statków”, być może w obawie, że takie operacje mogłyby sprowokować Japończyków do wymordowania jeńców.
Niemniej zdawszy sobie sprawę, jak duże straty powodują ataki na jenieckie statki, amerykańskie dowództwo rozkazało kapitanom okrętów podwodnych, by w poszukiwaniu jeńców-rozbitków badali miejsca zatonięcia statków, które zmierzały do portów w Japonii.

## Statystyki

### Liczba statków i przewożonych jeńców
Dokładna liczba japońskich statków i okrętów, które były wykorzystywane do transportu jeńców wojennych, pozostaje trudna do ustalenia.
Według źródeł japońskich, przytaczanych także przez niektórych autorów zachodnich (Gavan Daws, Brian MacArthur), w czasie wojny na Pacyfiku około 50 tys. jeńców było przewożonych „piekielnymi statkami”.
Van Waterford szacuje, że Japończycy przewieźli drogą morską 68 068 alianckich jeńców, wykorzystując w tym celu 56 „piekielnych statków”.
Raymond Lamont-Brown wymienia w swej książce 158 statków i okrętów, które w jego ocenie powinny zostać zakwalifikowane do grona „piekielnych statków”. Szacuje jednocześnie, że jednostki te przewiozły 127 tys. jeńców wojennych.
Gregory F. Michno obliczył, że w czasie wojny na Pacyfiku 134 „piekielne statki” odbyły 156 rejsów, przewożąc 126 064 jeńców wojennych. Zaznacza jednak, że jego wyliczenia obejmują jedynie te statki i rejsy, na których temat zachowały się wiarygodne informacje. W japońskich dokumentach, w zeznaniach ocalałych jeńców oraz w innych źródłach można znaleźć wzmianki także o innych przypadkach transportowania jeńców drogą morską. Są one jednak zbyt szczątkowe lub nieprecyzyjne, aby na ich podstawie ustalić dane statku i okoliczności rejsu bądź też po szczegółowej analizie okazuje się, że jeden „piekielny statek” występuje w różnych źródłach pod wieloma nazwami. Michno podkreśla jednocześnie, że jego wyliczenia obejmują przede wszystkim te jednostki, które przewoziły jeńców o białym kolorze skóry. „Piekielne statki” były tymczasem wykorzystywane także do transportu jeńców – żołnierzy wojsk kolonialnych, Rōmusha oraz „pocieszycielek”. Odtworzenie przebiegu takich rejsów budzi jednak wiele trudności. W odniesieniu do liczby 126 064 jeńców zaznacza, że wielu z nich było kilkukrotnie przewożonych różnymi „piekielnymi statkami”, stąd gdyby uwzględnić ten fakt w wyliczeniach, ostateczna liczba pasażerów mogłaby się okazać nieodległa od podawanej w innych źródłach liczby 50 tys.

### Liczba ofiar śmiertelnych
Trudna do ustalenia pozostaje także dokładna liczba ofiar „piekielnych statków”. Przyczyną, dla której badacze przedstawiają w tej kwestii rozbieżne szacunki, do pewnego stopnia mogą być różnice w przyjętej metodologii. Niektórzy uwzględniają bowiem wyłącznie jeńców o białym kolorze skóry, inni także żołnierzy wojsk kolonialnych oraz Rōmusha.
Według źródeł japońskich, przytaczanych także przez niektórych autorów zachodnich, spośród około 50 tys. jeńców przewożonych drogą morską, około 10,8 tys. poniosło śmierć w trakcie rejsu (21%). Hugh V. Clarke wskazuje liczbę 10 853 ofiar, wśród których miało się znajdować 1515 Australijczyków.
Raymond Lamont-Brown, powołując się m.in. na ustalenia alianckich trybunałów wojskowych, podaje, że spośród 127 tys. jeńców wojennych, których przewożono „piekielnymi statkami”, zmarło lub zginęło około 21 tys., a więc 16,5%.
Gregory F. Michno oszacował, że na „piekielnych statkach” zmarło lub zginęło 21 039 osób (w tej liczbie uwzględnił ponad 8 tys. Rōmusha).
Van Waterford szacował liczbę ofiar na ponad 22 tys., co miało stanowić 35% wszystkich jeńców, których przewożono drogą morską. Zdaniem Michno szacunki Waterforda są jednak zawyżone ze względu na fakt, że w kilku wypadkach dwukrotnie uwzględnił on ofiary tych samych „piekielnych statków”.
Bardzo dużą liczbę ofiar należy przypisać atakom alianckich okrętów podwodnych i samolotów. Również w tym wypadku występują jednak rozbieżności w źródłach. Brytyjczycy, którzy badali tę kwestię krótko po kapitulacji Japonii, oszacowali, że w latach 1942–1945 zatopiono czternaście „piekielnych statków”, powodując śmierć 12 163 Brytyjczyków, Australijczyków, Holendrów i Amerykanów. Michno szacował w swej monografii, że tylko 1540 spośród 21 039 jeńców zmarłych i zabitych na „piekielnych statkach”, poniosło śmierć na skutek głodu, chorób, pragnienia, braku powietrza, samobójstw lub brutalności strażników. Ponad 19 tys., a więc 93%, miało zginąć na statkach zatopionych przez samoloty i okręty podwodne. Odmienne są natomiast szacunki Briana McArthura, który oceniał, że alianckim atakom należy przypisać tylko 1/3 ofiar „piekielnych statków”.
Jeśli uwzględnić jedynie ofiary o białym kolorze skóry, to „piekielne statki” okazują się drugą co do liczebności – po obozach i placach budowy Kolei Birmańskiej – przyczyną ofiar śmiertelnych wśród alianckich jeńców w niewoli japońskiej. Daws zwraca uwagę, że na pokładzie samego tylko statku „Arisan Maru” zginęło więcej żołnierzy amerykańskich, niż podczas „marszu śmierci” z Bataan. Wielu ocalałych jeńców zapamiętało podróż „piekielnymi statkami” jako swoje najgorsze doświadczenie z okresu japońskiej niewoli.

## Przykładowe „piekielne statki”
| Zdjęcie    | Nazwa                     | Data rejsu                          | Finał rejsu                        | Przebieg rejsu |
| ---------- | ------------------------- | ----------------------------------- | ---------------------------------- | --- |
| Nitta      | „Nitta Maru”              | 12–23 stycznia 1942                 | dopłynął do miejsca przeznaczenia  | Był to jeden z pierwszych „piekielnych statków”. Wyruszył z atolu Wake, przewożąc 1222 amerykańskich żołnierzy i cywilów (według innych źródeł 1187). W trakcie jedenastodniowej podróży stłoczeni w ładowniach Amerykanie cierpieli z powodu upału, zaduchu, chorób, głodu i pragnienia. Racje wody były tak niewielkie, że jeńcy zlizywali skroploną parę ze ścian ładowni. Gdy statek zbliżył się do wybrzeży Japonii, upał zastąpiły zimowe mrozy. Japońscy strażnicy i marynarze traktowali jeńców brutalnie, m.in. wykorzystując ich jako „worki treningowe” podczas ćwiczeń judo. Rannym i chorym nie udzielano pomocy medycznej, chorzy na dyzenterię musieli leżeć we własnych odchodach. 18 stycznia statek zatrzymał się na dwudniowy postój w Jokohamie, gdzie zabrano na ląd ponad 20 jeńców. Dzień lub dwa po tym, jak wznowił rejs, Japończycy wyciągnęli na pokład pięciu Amerykanów – trzech marynarzy oraz dwóch lotników Korpusu Piechoty Morskiej. Zostali oni ścięci mieczami przez grupę japońskich oficerów, a na bezgłowych zwłokach marynarze i konwojenci ćwiczyli później pchnięcia bagnetem i ciosy mieczem. Pozostałych jeńców zamierzano początkowo wysadzić w Szanghaju, aby w celach propagandowych przeprowadzić ich ulicami miasta. Ostatecznie z powodu złej pogody Japończycy zrezygnowali z tych planów i skierowali jeńców do obozu w Wusongu. |
| Montevideo | „Montevideo Maru”         | 22 czerwca – 1 lipca 1942           | zatonął 1 lipca 1942               | Statek wyruszył w rejs z Rabaulu, zmierzając na wyspę Hajnan. Przewoził 845 jeńców i 209 cywilów, których wzięto do niewoli po upadku Nowej Brytanii i Nowej Irlandii. Zdecydowaną większość stanowili wśród nich Australijczycy, aczkolwiek w gronie jeńców znalazło się także 31 norweskich marynarzy – rozbitków ze statku „Herstein”. 1 lipca 1942 roku „Montevideo Maru” został zatopiony przez amerykański okręt podwodny USS „Sturgeon” na Morzu Południowochińskim, na północny zachód od wybrzeży Luzonu. Nie przeżył żaden z jeńców i internowanych. Zatonięcie „Montevideo Maru” jest uznawane za największą katastrofę morską w historii Australii. |
| Lisbon     | „Lisbon Maru”             | 27 września – 2 października 1942   | zatonął 2 października 1942        | Statek, którym przewożono 1816 brytyjskich jeńców oraz 778 japońskich żołnierzy, wyruszył w rejs z Hongkongu. W ładowniach panował wielki ścisk, niemniej wyżywienie i zaopatrzenie w wodę były wystarczające. Rankiem 1 października „Lisbon Maru” został storpedowany przez amerykański okręt podwodny USS „Grouper”. Jako że nie zaczął tonąć od razu, Japończycy ewakuowali swoich żołnierzy, a luki do ładowni zasłonili brezentowymi płachtami. Woda i żywność szybko się skończyły, a w tropikalnym upale jeńcy zaczęli się dusić. Sytuację pogarszał fakt, że wielu chorowało na dyzenterię, a Japończycy nie pozwalali im udać się do latryny na pokładzie. Następnego poranka dwóch brytyjskich oficerów wydostało się na pokład, zamierzając porozmawiać z kapitanem. Strażnicy otworzyli do nich ogień, jednego śmiertelnie raniąc. Następnie oddali na oślep kilka strzałów w głąb ładowni, zabijając dwóch jeńców. Niedługo później statek zaczął tonąć. Tylko część jeńców zdołała wydostać się z ładowni. Zostali przy tym ostrzelani przez strażników. Na miejsce katastrofy przypłynęły japońskie okręty, jednakże marynarze strącali do morza jeńców, którzy próbowali wspiąć się na ich pokłady. Do ratowania Brytyjczyków przystąpili, dopiero gdy w pobliżu pojawiły się chińskie łodzie rybackie. Ostatecznie Japończycy uratowali 971 jeńców, a chińscy rybacy wyłowili i pomogli w ucieczce kolejnym trzem. 842 jeńców zginęło. |
|            | „Tottori Maru”            | 8 października – 11 listopada 1942  | dopłynął do miejsca przeznaczenia  | Statek, który przewoził 1961 amerykańskich jeńców oraz około tysiąc japońskich żołnierzy, wyruszył w rejs z Manili. Większość Amerykanów stłoczono w dwóch ładowniach, a tych dla których zabrakło miejsca, rozmieszczono na pokładzie. W krótkim czasie upał, ścisk i zaduch spowodowały śmierć około 20 jeńców, a pozostałych doprowadziły na skraj wytrzymałości psychicznej. Japońscy żołnierze musieli zagrozić otwarciem ognia, by opanować sytuację w ładowniach. Drugiego dnia rejsu statek został zaatakowany przez amerykański okręt podwodny USS „Spearfish”, lecz torpedy chybiły celu . 12 października zatrzymał się na czterodniowy postój w Takao na Formozie, gdzie wyokrętowano japońskich żołnierzy oraz czterech chorych jeńców. W czasie postoju Amerykanom wydawano wiadro ryżu i trawy morskiej na 30 osób oraz osiem uncji skondensowanego mleka na 45 osób. Krótko po wznowieniu rejsu statek z nieznanych powodów zawrócił do Takao, gdzie spędził trzy dni, po czym wyruszył do portu Mako na Peskadorach, gdzie z powodu złej pogody zatrzymał się na osiem dni. Następnie kolejny raz zawrócił do Takao, gdzie jeńców przejściowo wyokrętowano, podczas gdy koreańscy robotnicy dezynfekowali i czyścili jednostkę. 30 października wznowił rejs, by 7 listopada zawinąć do Pusan w Korei. Tam wysadzono na ląd 1302 Amerykanów. Następnie wyruszył do Japonii, by 11 listopada zawinąć do portu w Osace, gdzie wyokrętowano pozostałych jeńców . W trakcie 32-dniowego rejsu zmarło około 30 Amerykanów. Kolejnych pięćdziesięciu musiano pozostawić w szpitalach w Pusan i Takao. |
|            | „Kenkon Maru”             | 8–11 października 1942              | dopłynął do miejsca przeznaczenia  | Statek, który jeńcy ochrzcili mianem „King Kong Maru”, wyruszył w rejs z Batawii. Przewoził około 800, a według innych źródeł około 1500 jeńców. Byli wśród nich Australijczycy, Holendrzy i Amerykanie, w tym rozbitkowie z krążowników HMAS „Perth” i USS „Houston”. Jeńców stłoczono w ładowniach; ścisk był tak wielki, że niektórzy nie byli w stanie usiąść. Brakowało odpowiednich urządzeń sanitarnych, panowały trudne do zniesienia upał i zaduch. Tylko dwa razy dziennie jeńcom pozwalano wyjść na pokład, aby zaczerpnąć powietrza. Do picia wydawano im japońską zieloną herbatę w racjach o wielkości około 0,85 litra na osobę dziennie. Po 96-godzinnym rejsie statek zawinął do portu w Singapurze. W czasie podróży zmarł jeden jeniec. |
|            | „Maebashi Maru”           | 16–22 października 1942             | dopłynął do miejsca przeznaczenia  | 14 października w Singapurze zaokrętowano na statek około 1,7 tys. jeńców (w tym żołnierzy, którzy kilka dni wcześniej przypłynęli na „Kenkon Maru”). Po dwóch dniach oczekiwania w porcie statek podniósł kotwicę i wyruszył w kierunku Birmy. W ładowniach panował wyjątkowy nawet jak na japońskie standardy ścisk. Upał był tak dotkliwy, że jeńcy rozbierali się do naga. Dwa razy dziennie, o świcie i zmierzchu, zezwalano, aby wyszli na pokład na około 20–30 minut, by zaczerpnąć powietrza. Liczba latryn była niewystarczająca. Japońscy żołnierze i marynarze często bili jeńców oraz odbierali im lekarstwa i środki opatrunkowe. Jedynie zaopatrzenie w wodę nie budziło zastrzeżeń. Wystarczające było także wyżywienie, choć przewożony statkiem zapas mięsa szybko uległ zepsuciu. W trakcie rejsu zmarło czternastu jeńców. |
|            | „Singapore Maru”          | 30 października – 25 listopada 1942 | dopłynął do miejsca przeznaczenia  | Statek, którym przewożono około 1,1 tys. alianckich jeńców, wyruszył w rejs z Singapuru. W tym samym konwoju podróżował jeszcze jeden „piekielny statek” – „Dainichi Maru”. Stłoczeni w ładowniach jeńcy zaczęli umierać wkrótce po opuszczeniu portu. Kapitan jednostki nie podejmował żadnych działań, aby poprawić warunki sanitarne w ładowniach lub zapewnić jeńcom pomoc medyczną. Dopiero podczas postoju w Takao zgodził się wysadzić na brzeg około 20 jeńców, którzy znajdowali się w najcięższym stanie. Jednocześnie jednak na statek zaokrętowano kilkuset japońskich żołnierzy, w konsekwencji czego jeńców przeniesiono do najniżej położonych ładowni. Liczbę alianckich żołnierzy, którzy zmarli w trakcie rejsu i zostali pochowani w morzu szacuje się na około 60 . Gdy statek dotarł do portu docelowego, którym było Moji, kilkuset jeńców z „Singapore Maru” i „Dainichi Maru” nie było w stanie zejść na ląd o własnych siłach. W ciągu następnych sześciu tygodni 127 jeńców zmarło z powodu chorób lub niedożywienia. |
|            | „Dainichi Maru”           | 30 października – 25 listopada 1942 | dopłynął do miejsca przeznaczenia  | Statek kilkukrotnie był wykorzystywany do transportu jeńców wojennych. 30 października wraz z „Singapore Maru” wypłynął z Singapuru, przewożąc około 1200 jeńców. Panowały na nim wyjątkowo złe, nawet jak na standardy „piekielnych statków”, warunki sanitarne. Jeńców umieszczono w ładowniach, w których zalegało nieuprzątnięte końskie łajno. Szerzyły się głód i choroby. Niektórzy jeńcy byli tak osłabieni dyzenterią, że nie mieli siły wspiąć się na pokład i byli zmuszeni leżeć we własnych odchodach. W połowie listopada statek zawinął do Takao, gdzie jeńcom pozwolono na trzy dni zejść na ląd. Japończycy zgodzili się wtedy umieścić w szpitalu około 100 chorych. Ponadto pozostawili na Formozie kilkuset zdrowych jeńców, zabierając w ich miejsce 286 Amerykanów, których miesiąc wcześniej przywieziono z Filipin, a także 200 jeńców różnych narodowości, których wcześniej przywieziono z Singapuru. W ostatniej fazie rejsu warunki pogorszyły się jeszcze bardziej. Racje żywnościowe zostały zmniejszone, a jeńcy cierpieli tak dotkliwe pragnienie, że niektórzy posuwali się do picia moczu lub krwi z rozciętych żył. 25 listopada „Dainichi Maru” wraz z „Singapore Maru” przybiły do portu w Moji. W czasie rejsu zmarło 80 jeńców. |
|            | „Nagato Maru”             | 7–24 listopada 1942                 | dopłynął do miejsca przeznaczenia  | Statek, którym przewożono około 1,5 tys. amerykańskich jeńców, wyruszył w rejs z Manili. Amerykanów rozmieszczono w trzech ładowniach, podczas gdy na górnych pokładach rozlokowano około 1,5 tys. żołnierzy japońskich. Panował dotkliwy upał. Bardzo szybko jeńcy zaczęli rozpaczliwie krzyczeć, domagając się wody i powietrza. Japończycy zagrozili wtedy otwarciem ognia w głąb ładowni, co tylko powiększyło panikę. Ostatecznie w obawie przed buntem do ładowni dostarczono więcej wody, jej ilość nadal była jednak niewystarczająca. Złe warunki sanitarne przełożyły się wkrótce na liczne przypadki dyzenterii lub innych chorób układu pokarmowego. Kilka dni po wypłynięciu z portu konwój został zaatakowany przez okręt podwodny, co skłoniło Japończyków, by na kilka godzin zamknąć włazy do ładowni. Kilku jeńców udusiło się wtedy na skutek braku powietrza, wielu innych zemdlało. 11 listopada statek dotarł do Takao, gdzie zatrzymał się na trzydniowy postój. Następnie wyruszył w kierunku Peskadorów, gdzie zła pogoda zatrzymała go na kilka dni. Następnie ponownie zawrócił na Formozę i na krótko zawinął do Tajpej. Gdy wznowił rejs na północ, doskwierający jeńcom upał zastąpiły mrozy. 24 listopada „Nagato Maru” zawinął do Moji. W czasie podróży zmarło 20 Amerykanów. |
|            | „Nichimei Maru”           | 11–15 stycznia 1943                 | zatonął 15 stycznia 1943           | Statek, którym przewożono 965 jeńców holenderskich oraz około 1,5 tys. żołnierzy japońskich, wyruszył w rejs z Singapuru. Jego portem docelowym miało być Mulmejn w Birmie. 15 stycznia konwój został zaatakowany przez amerykańskie bombowce B-24 „Liberator”. „Nichimei Maru” otrzymał dwa bezpośrednie trafienia bombami, co spowodowało jego zatonięcie. Zginęło około 40 Holendrów, a także około 100 japońskich żołnierzy i marynarzy. |
| Buyo       | „Buyō Maru”               | styczeń 1943                        | zatonął 26 stycznia 1943           | Statek, którym przewożono 491 jeńców indyjskich, został zatopiony przez amerykański okręt podwodny USS „Wahoo”, gdy płynął w konwoju około 250 mil morskich na północ od Nowej Gwinei. Po storpedowaniu statku amerykańska jednostka ostrzelała unoszących się na falach rozbitków. Zginęło 195 jeńców. |
|            | „Thames Maru”             | 5 maja – 8 czerwca 1943             | dopłynął do miejsca przeznaczenia  | Statek, którym przewożono 522 jeńców indyjskich oraz około 1500 Rōmusha, wyruszył w rejs z Singapuru. Podróż trwała 34 dni. Jeńcom wydawano niewielkie racje wody i żywności, w dodatku ta ostatnia była zazwyczaj zepsuta i zarobaczona. Ładownie były zatłoczone do tego stopnia, że jeńcy z trudem znajdowali miejsce, by usiąść. Dwie latryny przypadały na ponad 2 tys. pasażerów. Z powodu niehigienicznych warunków szybko wybuchła epidemia dyzenterii, jednakże jeńcom nie udostępniono żadnych medykamentów. Ostatecznie „Thames Maru” zdołał dotrzeć do miejsca przeznaczenia, którym była wyspa Babeldaob w archipelagu Palau. W trakcie rejsu zmarło około 200 jeńców i Rōmusha. |
|            | „Taga Maru”               | 20 września – 5 października 1943   | dopłynął do miejsca przeznaczenia  | Statek, którym przewożono około 850 amerykańskich jeńców wojennych, wyruszył w rejs z Manili. Więźniów, osłabionych wielomiesięcznym pobytem w obozie Cabanatuan, stłoczono w ładowniach, nie zapewniając im odpowiedniego wyżywienia i opieki medycznej. Upał, ścisk i zaduch były tak dotkliwe, że niektórzy Amerykanie, którzy trafili do narożników ładowni, zmarli na skutek braku powietrza. Pragnienie zmuszało wielu jeńców do picia własnego moczu. „Taga Maru” zatrzymał się na krótki postój w Takao, po czym wznowił rejs w kierunku Wysp Japońskich, by 5 października zawinąć do Moji. W czasie podróży zmarło około 70 jeńców. |
|            | „Suez Maru”               | 25–29 listopada 1943                | zatonął 29 listopada 1943          | Statek przewoził około 550 jeńców, w większości Brytyjczyków, których ze względu na zły stan zdrowia ewakuowano z obozu na wyspie Haruku. W rejs wyruszył z portu w Ambonie. Czwartego dnia został storpedowany przez amerykański okręt podwodny USS „Bonefish”. Jedna z dwóch ładowni, w których umieszczono jeńców, otrzymała bezpośrednie trafienie, co spowodowało śmierć wszystkich lub znacznej liczby przebywających tam osób. Niemniej blisko 250 jeńców zdołało opuścić statek. Trałowiec W-12, który eskortował „Suez Maru”, podjął z morza wszystkich japońskich rozbitków. Jego kapitan uznał jednak, że na okręcie nie ma już miejsca, aby dodatkowo przyjąć alianckich jeńców. Unoszący się na falach rozbitkowie zostali metodycznie wymordowani ogniem karabinów i broni maszynowej. Spośród około 550 jeńców, których zaokrętowano na „Suez Maru”, żaden nie ocalał. |
|            | „Ikoma Maru”              | 20–21 stycznia 1944                 | zatonął 21 stycznia 1944           | Statek, którym przewożono 611 indyjskich jeńców wojennych, a także paliwo i amunicję, wyruszył w rejs z archipelagu Palau w ramach konwoju „Wewak 8”. Jego portem docelowym miała być Hollandia na Nowej Gwinei. Drugiego dnia rejsu został zatopiony przez amerykański okręt podwodny USS „Seahorse”. Jedna z torped trafiła w ładownię, w której przewożono paliwo, co spowodowało gwałtowną eksplozję. Zginęło 418 jeńców i 43 członków załogi. Wielu ocalałych jeńców zostało pobitych przez japońskich marynarzy, którzy w ten sposób wyładowali frustrację spowodowaną amerykańskim atakiem. |
| Tango      | „Tango Maru”              | 24–25 lutego 1944                   | zatonął 25 lutego 1944             | Statek przewoził około 3,5 tys. pasażerów – w większości jawajskich Rōmusha, lecz także kilkuset jeńców wojennych (prawdopodobnie żołnierzy holenderskich wojsk kolonialnych) . Wyruszył w konwoju z Surabaji, kierując się do portu w Ambonie. Drugiego dnia rejsu, kilkadziesiąt mil na północ od Bali, konwój został zaatakowany przez amerykański okręt podwodny USS „Rasher”. „Tango Maru” został zatopiony, a wraz z nim zginęło ponad 3 tys. jeńców i Rōmusha. Tego samego wieczora „Rasher” zatopił jeszcze statek „Ryūsei Maru”, na którym zginęło około 5 tys. japońskich żołnierzy i marynarzy. Był to tym samym jeden z najbardziej zabójczych ataków podwodnych w historii wojen morskich. |
|            | „Tamahoko Maru”           | 3–24 czerwca 1944                   | zatonął 24 czerwca 1944            | 3 czerwca 1944 roku z Singapuru wyruszył konwój HO-02, w którego składzie znajdowały się cztery statki przewożące jeńców. Po drodze był atakowany przez okręty podwodne. 11 czerwca konwój dotarł do Manili, gdzie zatrzymał się na trzydniowy postój. Wkrótce po wznowieniu rejsu statek „Miyo Maru” został uszkodzony przez tajfun. Fale zmyły m.in. pokładowe latryny i kuchnię przez co jeńcom nie wydawano posiłków przez cztery dni. Tymczasem konwój zawinął do Takao, gdzie 18 czerwca jeńców z „Miyo Maru” przeniesiono na statek „Tamahoko Maru”. Byli dobrze traktowani, a w ładowniach nie brakowało miejsca. Dwa dni później konwój wznowił rejs. 24 czerwca, nieopodal Nagasaki, „Tamahoko Maru” został zatopiony przez amerykański okręt podwodny USS „Tang”. Jedna z torped trafiła bezpośrednio w ładownię, w której przewożono jeńców. Następnego poranka przypłynęły japońskie okręty, aby podjąć z morza ocalałych rozbitków. Jako pierwszych wyciągnięto japońskich żołnierzy, następnie japońskie kobiety i dzieci, a na końcu alianckich żołnierzy. Zginęło 560 spośród 772 jeńców. |
|            | „Yashu Maru” „824”        | 12–24 czerwca 1944                  | dopłynęły do miejsca przeznaczenia | 6 czerwca 1944 roku w Lasang nieopodal Davao na „Yashu Maru” zaokrętowano około 1240 amerykańskich jeńców. Zostali umieszczeni w ładowniach, w których panowały ścisk, upał i zaduch. Wielu jeńców cierpiało na choroby układu pokarmowego, jednakże liczba latryn była dalece niewystarczająca. Zanim statek podniósł kotwicę, jeńcy spędzili w ładowniach sześć dni. Z powodu tłoku musieli w trakcie rejsu spać na zmiany, a jedną trzecią rotacyjnie zabierano na pokład. W nocy z 14 na 15 czerwca jeden z amerykańskich oficerów wyskoczył za burtę i zdołał dopłynąć do wybrzeży Mindanao. Strażnicy spędzili wtedy pozostałych jeńców do ładowni i zamknęli włazy na całą noc. Następnego dnia fragment pokładu, na który pozwalano wychodzić jeńcom, został ogrodzony prowizorycznym płotem. Nie zapobiegło to jednak ucieczce kolejnego Amerykanina. Za karę pozostałym jeńcom zmniejszono racje wody i żywności, częstsze stały się także przypadki pobicia przez strażników. 17 czerwca statek zawinął do portu w Cebu. Jeńcy spędzili trzy dni na lądzie, po czym przeniesiono ich na statek oznaczony numerem 824. Panowały na nim jeszcze gorsze warunki niż na „Yashu Maru”. Nie było ani jednej latryny, jeńcom nie pozwalano wychodzić na pokład, a racje ryżu zostały dodatkowo zmniejszone. 21 czerwca statek wyruszył w rejs, by po czterech dniach zawinąć do Manili. Podczas podróży z Mindanao zmarło 56 jeńców. |
| Harugiku   | „Harugiku Maru”           | 25–26 czerwca 1944                  | zatonął 26 czerwca 1944            | Statek wyruszył z Belawan na Sumatrze, zmierzając w konwoju do Pekanbaru. Przewoził 1190 jeńców (Australijczyków, Holendrów i Brytyjczyków), którzy mieli pracować przy budowie linii kolejowej. Jeńców rozmieszczono w dwóch ładowniach, przy czym w jednej panował wyjątkowo dotkliwy ścisk. Funkcję urządzeń sanitarnych pełniły wiadra (według niektórych źródeł zaledwie jedno). Drugiego dnia rejsu „Harugiku Maru” został zatopiony przez brytyjski okręt podwodny HMS „Truculent”. Po kilku godzinach, gdy uratowano już wszystkich japońskich i koreańskich rozbitków, pozostałe jednostki konwoju podjęły z morza ocalałych jeńców. Niemniej oskarżali oni później japońskich oficerów o niezapewnienie odpowiedniej liczby kamizelek ratunkowych i nieudzielenie pomocy rannym. Wraz ze statkiem zatonęło od 176 do 178 jeńców, a także około 30 japońskich pasażerów i członków załogi. W ciągu następnego miesiąca 22 rannych i chorych rozbitków zmarło w obozach jenieckich w Singapurze. |
|            | „Raishin Maru”            | 4 lipca – 8 września 1944           | dopłynął do miejsca przeznaczenia  | Statek, którym przewożono 605 Australijczyków, 310 Brytyjczyków i 150 Holendrów, wyruszył z Singapuru w ramach konwoju SHIMI-05. W tym samym konwoju płynęły jeszcze cztery inne jenieckie statki, w tym „Hōfuku Maru”. „Raishin Maru” był jednym z najdłużej podróżujących „piekielnych statków”. Warunki bytowe i sanitarne także były wyjątkowo ciężkie, nawet jak na japońskie standardy. W ładowniach panował ścisk tak wielki, że jeńcy z trudem znajdowali miejsce by usiąść. Na wyżywienie składały się racje zarobaczonego ryżu z dodatkiem zepsutego rybiego mięsa. Szybko wybuchła epidemia dyzenterii. O ile cywilna załoga odnosiła się do jeńców poprawnie, a momentami wręcz przyjaźnie, o tyle znacznie gorzej traktowali ich koreańscy strażnicy. 8 lipca konwój dopłynął do Miri na Borneo, skąd dwa dni później „Raishin Maru” wypłynął w ramach nowo zorganizowanego konwoju MI-08. 16 lipca dotarł do Manili, gdzie stał na kotwicy przez ponad trzy tygodnie. W tym czasie jeńców zabrano na ląd i zaangażowano do różnych prac. Krótko po wznowieniu rejsu jego nowy konwój (MATA-26), został zaatakowany przez amerykańskie okręty podwodne. W konsekwencji jeńców na wiele dni zamknięto w ładowniach, nie pozwalając wyjść na pokład nawet w celu skorzystania z latryny. Pewnego Brytyjczyka, który w czasie ataku odważył się zagrać na trąbce „Rule, Britannia!”, ciężko pobito. Niedługo później wiekowy statek przetrwał tajfun, który zmusił go jednak do odłączenia się od konwoju. Do portu w Moji dotarł dopiero 8 września. Większość jeńców przybyła do Japonii w bardzo złym stanie fizycznym i psychicznym. Michael Sturma podaje, że w trakcie rejsu zmarło trzech jeńców, a kolejnych czterech zmarło wkrótce po zejściu na ląd. Według innych źródeł liczba ofiar śmiertelnych sięgnęła piętnastu. |
| Hofoku     | „Hōfuku Maru”             | 4 lipca – 21 września 1944          | zatonął 21 września 1944           | Statek, którym przewożono 1076 brytyjskich i 213 holenderskich jeńców wojennych , wyruszył z Singapuru w ramach konwoju SHIMI-05. W tym samym konwoju płynęły jeszcze cztery inne jenieckie statki, w tym „Raishin Maru”. Był to najdłuższy rejs piekielnego statku. „Hōfuku Maru” spędził bowiem najpierw dziesięć dni w Miri na Borneo, a następnie ponad 60 dni w Manili . Daws podaje, że zawinął do drugiego z tych portów, gdyż kapitan podejrzewał, że wśród jeńców wybuchła epidemia cholery. W czasie rejsu i postoju w Manili zmarło, głównie z powodu głodu i chorób, od 94 do 184 jeńców (Sturma podaje liczbę 98 ofiar). Dopiero 24 sierpnia Japończycy zgodzili się przenieść 71 chorych jeńców do więzienia Bilibid (dziewięciu wkrótce zmarło). W ich miejsce zabrano taką samą liczbę jeńców z Manili. 20 września „Hōfuku Maru” wznowił rejs w ramach konwoju MATA-27, lecz już następnego dnia został zatopiony przez amerykańskie samoloty torpedowe . Spośród 1289 jeńców, którzy znajdowali się na statku, tylko 42 zostało uratowanych przez eskortę konwoju i zabranych do Takao. Kolejnych dwustu zdołało dopłynąć do brzegów Luzonu lub zostało uratowanych przez inne japońskie jednostki. Trafili oni następnie do obozu Cabanatuan lub więzienia Bilibid. 1047 jeńców zatonęło wraz ze statkiem. |
|            | „Koshu Maru”              | 29 lipca – 4 sierpnia 1944          | zatonął 4 sierpnia 1944            | Statek, którym przewożono 1513 jawajskich Rōmusha oraz około 540 japońskich pasażerów, wypłynął w rejs z Batawii. Zmierzał w konwoju na Celebes. 4 sierpnia 1944 roku został zatopiony w Cieśninie Makasarskiej przez amerykański okręt podwodny USS „Ray”. Wraz ze statkiem zatonęło 1239 Rōmusha, a także 301 japońskich marynarzy i pasażerów. |
|            | „Kenzan Maru” „Sugi Maru” | 31 sierpnia – 29 września 1944      | dopłynęły do miejsca przeznaczenia | Oba statki wypłynęły w niewielkim konwoju z portu w Ambonie. „Kenzan Maru” przewoził około 300 jeńców, a „Sugi Maru” kolejnych dwustu. Statki krążyły przez pewien czas wzdłuż wybrzeża Celebesu, by 12 września zawinąć do Makasaru. Trzy dni później przepłynęły na drugą stronę Cieśniny Makasarskiej i zakotwiczyły u brzegów wyspy Laut. Tam oczekiwały przez wiele dni, związane rozkazami dowództwa, które zakazało wznawiania rejsu do czasu zapewnienia eskorty. Zapasy szybko zaczęły się jednak kończyć, a chorzy i wyczerpani wielomiesięczną niewolą jeńcy zaczęli licznie umierać. Dopiero 27 września statkom rozkazano, by osobno wyruszyły do Surabaji (oba zawinęły do portu dwa dni później). W czasie rejsu na „Sugi Maru” zmarło 55 jeńców, a na „Kenzan Maru” – 25 jeńców. |
|            | „Shin’yō Maru”            | 7 września 1944                     | zatonął 7 września 1944            | 20 sierpnia 1944 roku około 750 amerykańskich jeńców, którzy dotąd pracowali przy budowie lotniska w Lasang nieopodal Davao, zostało zaokrętowanych na statek „Tateishi Maru” . Po blisko dwutygodniowym rejsie dopłynął on do Zamboangi na zachodnim wybrzeżu Mindanao. W tym czasie stłoczeni w ładowniach jeńcy cierpieli z powodu upału, zaduchu i pragnienia. Brak wody doprowadził niektórych na skraj szaleństwa, dochodziło nawet do aktów przemocy. 4 września jeńców przeniesiono na frachtowiec „Shin’yō Maru” . Warunki panujące w jego ładowniach również były bardzo ciężkie. Przed wyjściem w morze Japończycy zapowiedzieli, że jeśli statek zostanie zaatakowany, to wszyscy jeńcy zostaną zastrzeleni. 7 września nad ranem konwój, w którego składzie znalazł się „Shin’yō Maru”, wypłynął z portu. Jeszcze tego samego popołudnia statek został zatopiony przez amerykański okręt podwodny USS „Paddle”. Gdy tylko trafiły go torpedy, strażnicy przystąpili do mordowania jeńców, ciskając granaty ręczne i strzelając z broni maszynowej w głąb ładowni. Część Amerykanów posługując się improwizowaną bronią zdołała jednak wywalczyć sobie wyjście na pokład i wyskoczyć za burtę. Usiłujący dopłynąć do brzegu rozbitkowie byli ostrzeliwani przez japońskie okręty i wodnosamoloty. Tankowiec „Eiyo Maru” wyciągnął z morza od 15 do 30 jeńców. Jeszcze tego samego wieczora wszystkich jednak zastrzelono, poza jednym, który wyskoczył za burtę i zdołał dopłynąć do brzegu. Ostatecznie na lądzie znalazło się tylko 82 jeńców, z których jeden wkrótce zmarł. Rozbitkom udzielili pomocy miejscowi Filipińczycy, a ruch oporu poinformował amerykański wywiad o ich obecności. 29 września ocalali jeńcy zostali ewakuowani z Mindanao przez amerykański okręt podwodny USS „Narwhal”. Wraz z „Shin’yō Maru” zatonęło 667 jeńców. |
| Rakuyō     | „Rakuyō Maru”             | 6–12 września 1944                  | zatonął 12 września 1944           | 4 września w Singapurze zaokrętowano na statek 1318 jeńców. Z wyjątkiem jednego Amerykanina wszyscy byli Australijczykami i Brytyjczykami. Jeńcy zostali stłoczeni w ładowniach, w których było tak mało miejsca, że z trudem mogli się poruszać. Do załatwiania potrzeb naturalnych służyło sześć prowizorycznych latryn przy burcie. Sytuację sanitarną pogarszał fakt, że 90% jeńców cierpiało na dyzenterię lub inne choroby układu pokarmowego. Racje wody i żywności były dalece niewystarczające. Japończycy zezwolili jednak jeńcom wychodzić na pokład. Po dwóch dniach spędzonych w porcie statek wyruszył w rejs w ramach konwoju HI-72 (w tym samym konwoju płynął jeszcze jeden „piekielny statek” – „Kachidoki Maru”). Rankiem 12 września „Rakuyō Maru” został zatopiony na Morzu Południowochińskim przez amerykański okręt podwodny USS „Sealion”. Po zmierzchu okręty eskorty przystąpiły do ratowania japońskich rozbitków, jeńców pozostawiły jednak w morzu. Trzy dni później jedna z grup rozbitków została przypadkowo odnaleziona przez amerykański okręt podwodny USS „Pampanito”. Podczas kilkugodzinnych poszukiwań „Pampanito” odnalazł i uratował 73 jeńców, a wezwany na pomoc „Sealion” – kolejnych 54. 17 września w rejon katastrofy przybyły jeszcze okręty podwodne USS „Barb” i USS „Queenfish”, które podjęły z morza 32 jeńców-rozbitków. Ponadto 14 września 136 jeńców zostało uratowanych przez japoński eskortowiec CD-11. Zatonięcie „Rakuyō Maru” spowodowało śmierć 1051 alianckich żołnierzy. 136 jeńców, których uratował CD-11, wraz z 520 jeńcami, którzy ocaleli po zatonięciu „Kachidoki Maru”, zabrano do Japonii na pokładzie statku „Kibitsu Maru”. Podczas rejsu wybuchła epidemia dyzenterii, która pochłonęła osiem ofiar. |
| Kachidoki  | „Kachidoki Maru”          | 6–12 września 1944                  | zatonął 12 września 1944           | 4 września w Singapurze zaokrętowano na statek około 950 jeńców. Zostali stłoczeni w jednej z ładowni, a do ich dyspozycji pozostawały zaledwie dwie latryny. Na skutek próśb brytyjskiego lekarza Japończycy zgodzili się pozostawić włazy otwarte oraz wynieść najciężej chorych na pokład. Po dwóch dniach spędzonych w porcie statek wyruszył w rejs w ramach konwoju HI-72 (w tym samym konwoju płynął również „Rakuyō Maru”). Późnym wieczorem 12 września „Kachidoki Maru” został zatopiony nieopodal wyspy Hajnan przez amerykański okręt podwodny USS „Pampanito”. Następnego poranka japońskie jednostki przystąpiły do ratowania rozbitków; początkowo z morza podejmowano tylko Japończyków i Koreańczyków, lecz później przystąpiono również do ratowania jeńców. Wraz z „Kachidoki Maru” zatonęło 431 Brytyjczyków. Japońskie okręty uratowały 520 jeńców. Wraz ze 136 jeńcami, którzy ocaleli po zatonięciu „Rakuyō Maru”, zostali oni zabrani do Japonii na pokładzie statku „Kibitsu Maru”. Podczas rejsu wybuchła epidemia dyzenterii, która pochłonęła osiem ofiar. |
| Junyo      | „Jun’yō Maru”             | 16–18 września 1944                 | zatonął 18 września 1944           | Statek wypłynął w rejs z Tanjung Priok na Jawie, przewożąc jeńców i robotników, którzy mieli pracować przy budowie linii kolejowej na Sumatrze. Było wśród nich około 1700 jeńców pochodzenia europejskiego (głównie Holendrów), około 500–600 żołnierzy wojsk kolonialnych (Ambończycy i Manadończycy), a także około 4,2–4,3 tys. jawajskich Rōmusha. Ładownie były zatłoczone do tego stopnia, że więźniowie z trudem znajdowali miejsce, by usiąść. Tylko niektóre włazy pozostawiono otwarte, na skutek czego cierpieli na skutek upału i braku powietrza. Wyżywienie było wystarczające, gorzej przedstawiało się natomiast zaopatrzenie w wodę. Trzeciego dnia rejsu, nieopodal wybrzeży Sumatry, „Jun’yō Maru” został zatopiony przez brytyjski okręt podwodny HMS „Tradewind”. Jeńcom i Rōmusha, którzy zdołali wydostać się z ładowni, japońscy rozbitkowie nie pozwolili zająć miejsca na tratwach ratunkowych. Co więcej, uzbrojony w siekierę japoński podoficer roztrzaskiwał czaszki lub odrąbywał dłonie tym rozbitkom, którzy usiłowali wspiąć się na jedną z tratw. Akcja ratunkowa trwała trzy dni, przy czym w jednym wypadku okręt eskorty przystąpił do ratowania jeńców i Rōmusha dopiero po wyciągnięciu japońskich rozbitków. Tych, którzy znajdowali się w najcięższym stanie, po pewnym czasie wrzucono z powrotem do morza. Po przybyciu na Sumatrę ocalałych osadzono w więzieniu w Padang, w którym panowały tak ciężkie warunki, że w krótkim czasie zmarło od 30 do 42 rozbitków. Wraz z „Jun’yō Maru” zatonęło od 5620 do 5640 osób, w tym od 1520 do 1626 europejskich i indonezyjskich jeńców oraz około 4 tys. Rōmusha. Pod względem liczby ofiar była to największa katastrofa pojedynczej jednostki w trakcie wojny na Pacyfiku, a zarazem jedna z największych katastrof w historii żeglugi. |
|            | „Maros Maru”              | 17 września – 23 listopada 1944     | dopłynął do miejsca przeznaczenia  | Statek, którym przewożono około 500 brytyjskich i holenderskich jeńców, wyruszył z portu w Ambonie. Alianckich żołnierzy stłoczono na fragmencie pokładu o wymiarach 9 x 13,7 metra. Nie mieli tam żadnej osłony przed promieniami słońca lub falami sztormowymi. Choć zapas wody był na tyle duży, że koreańscy strażnicy mogli się w niej kąpać, jeńcom wydawano zaledwie ćwierć litra na osobę dziennie. Dopiero gdy trzydziestu jeńców zmarło z powodu pragnienia lub udaru słonecznego, Japończycy zgodzili się rozwinąć nad pokładem płócienny dach. 21 września statek dobił do brzegów wyspy Muna nieopodal Celebesu, skąd zabrał jeszcze 128 jeńców (według innych źródeł – około 150). Niedługo później stanął na morzu z powodu awarii maszyn, które zostały jednak naprawione przez jeńców. 9 października dopłynął do Makasaru, gdzie stał na kotwicy przez blisko 40 dni. W międzyczasie jeńcy, wyczerpani dotychczasowym pobytem w obozie na Haruku, masowo umierali z powodu upału, pragnienia i chorób. W pewnym momencie liczba zgonów sięgnęła dwudziestu dziennie. Niektórych jeńców pragnienie doprowadziło do utraty zmysłów. Japońska straż nie czyniła nic, aby poprawić ich los, co więcej, strażnicy traktowali jeńców bardzo brutalnie. Do portu docelowego, którym była Surabaja, statek zawinął dopiero 22 lub 23 listopada. Trwający blisko 70 dni rejs przeżyło zaledwie 325 jeńców, a więc niespełna połowa. |
|            | „Hokusen Maru”            | 1 października – 8 listopada 1944   | dopłynął do miejsca przeznaczenia  | 1 października 1944 roku w porcie w Manili zaokrętowano na statek około 800–900 jeńców amerykańskich oraz około 250 jeńców brytyjskich i holenderskich. Umieszczono ich w dwóch ładowniach, w których panowała taka ciasnota, że jeńcy z trudem mogli usiąść. Jedna z ładowni była zanieczyszczona końskim łajnem, drugą pokrywała warstwa węglowego pyłu. Temperatura w niewentylowanych pomieszczeniach sięgała co najmniej 42 °C. Brakowało wody, a do załatwiania potrzeb naturalnych służyły wiadra, które wyciągano na pokład linami. Upał, pragnienie, brak powietrza i trudny do zniesienia odór szybko doprowadziły wielu jeńców na skraj obłędu. Japończycy zagrozili, że jeśli krzyki i zamęt natychmiast nie ustaną, to otworzą ogień w głąb ładowni, a następnie zatrzasną włazy. To ostatnie prawdopodobnie oznaczałoby dla wszystkich jeńców śmierć przez uduszenie. Doprowadzeni do ostateczności zaczęli więc zabijać tych kolegów, którzy nie byli w stanie się opanować. W czasie rejsu konwój był atakowany przez okręty podwodne, lecz żadna z torped nie dosięgła „Hokusen Maru”. Ataki te spowodowały, że konwój krążył przez kilka dni po Morzu Południowochińskim, a także częściowo się rozproszył. 11 października „Hokusen Maru” wraz z trzema innymi statkami zawinął do Hongkongu. Podczas postoju jeńcy otrzymywali tylko jeden posiłek dziennie i pół manierki wody na osobę. Z powodu pragnienia niektórzy jeńcy popadli w szaleństwo i usiłowali zabić kolegów, by wypić ich krew, inni popełniali samobójstwa. 21 października statek wznowił rejs, by trzy dni później zawinąć do Takao. Jeńcom pozwolono zejść na ląd dopiero 8 listopada, aczkolwiek w czasie postoju nieco poprawiło się zaopatrzenie w wodę i żywność. Według oficjalnych danych podczas 39-dniowego rejsu zmarło lub zostało zabitych 39 jeńców. Ci, którzy przeżyli, zapamiętali statek pod nazwą „Benjo Maru” lub „Horror Maru”. |
| Arisan     | „Arisan Maru”             | 11–24 października 1944             | zatonął 24 października 1944       | 11 października 1944 roku w Manili na statek zaokrętowano około 1,8 tys. osób, w większości amerykańskich jeńców wojennych, lecz również około 100 internowanych cywilów różnych narodowości. Jeszcze tego samego dnia „Arisan Maru” opuścił port. W obawie przed spodziewanymi amerykańskimi atakami skierował się najpierw na południe i na kilka dni zakotwiczył u wybrzeży Palawanu. W tym czasie z powodu chorób zmarło czterech jeńców. Jeden z amerykańskich oficerów podjął próbę ucieczki, lecz został schwytany i zastrzelony. 20 października statek powrócił do Manili, skąd wypłynął następnego dnia w ramach konwoju MATA-30. 24 października został storpedowany na Morzu Południowochińskim przez amerykański okręt podwodny. Japońscy strażnicy zatrzasnęli włazy lub poprzecinali liny, po których jeńcy mogli się wydostać z ładowni na pokład. Przy włazach rozstawiono straże. Jeńcy mogli przystąpić do ucieczki dopiero, gdy większość Japończyków opuściła statek. Daws podaje, że w jednej z ładowni jeńcy, którzy przeżyli eksplozję torpedy, ułożyli stos z ciał zabitych towarzyszy, aby wydostać się na pokład. Japońskie okręty nie podejmowały prób ocalenia jeńców, co więcej, załogi dwóch niszczycieli odpychały bosakami rozbitków usiłujących wspiąć się na pokład. Ostatecznie katastrofę przeżyło tylko dziewięciu jeńców. Czterech zostało po pewnym czasie wyłowionych przez japońskie jednostki i zabranych na Formozę. Pięciu innych znalazło opuszczoną szalupę ratunkową i zdołało dopłynąć do nieokupowanej przez Japończyków części Chin. |
| Ōryoku     | „Ōryoku Maru”             | 13–15 grudnia 1944                  | zatonął 15 grudnia 1944            | „Ōryoku Maru” bywa określany mianem „najbardziej niesławnego” ze wszystkich „piekielnych statków”. 13 grudnia 1944 roku w porcie w Manili zaokrętowano nań 1619 jeńców. Z wyjątkiem około 30 osób wszyscy byli Amerykanami, przy czym znajdowało się wśród nich 1,1 tys. oficerów. Jeszcze tego samego wieczora statek wypłynął z portu, lecz niemal od razu zakotwiczył w Zatoce Manilskiej. Jeńcy, których stłoczono w trzech ładowniach, szybko zaczęli umierać z powodu pragnienia i braku powietrza. Na ich krzyki Japończycy zareagowali chwilowym zamknięciem do włazów do ładowni. Nad ranem 14 grudnia podniesiono kotwicę, lecz do tego czasu zmarło od 30 do 50 jeńców. W ciągu dnia statek był wielokrotnie atakowany przez amerykańskie bombowce nurkujące, co zmusiło go do zatrzymania się w Zatoce Subic. W nocy w ładowniach doszło do wybuchu paniki i całkowitego załamania dyscypliny. Zdesperowani jeńcy próbowali pić własny mocz, walczyli o manierki z wodą, a nawet ranili i mordowali towarzyszy, aby wypić ich krew. W ścisku wielu zostało zadeptanych. Aby opanować sytuację oficerowie musieli wydać rozkaz zabijania tych jeńców, którzy stwarzali zagrożenie dla życia towarzyszy. Zainterweniowali również japońscy strażnicy, strzelając na oślep w głąb ładowni. Rankiem 15 grudnia, po kolejnym ataku amerykańskiego lotnictwa, statek zaczął tonąć. Skaczący do wody i unoszący się na falach jeńcy byli ostrzeliwani z pokładu przez strażników oraz z brzegu przez stacjonujących tam japońskich żołnierzy. Ostatecznie na lądzie doliczono się tylko 1333 ocalałych. Zostali oni spędzeni na kort tenisowy, na którym przetrzymywano ich przez kilka dni, bez żadnej osłony przed promieniami słońca. Rannym nie udzielono pomocy medycznej, a żywność wydano dopiero trzeciego dnia. 20 i 21 grudnia Japończycy zabrali rozbitków do San Fernando Pampanga. Tam potajemnie zamordowali piętnastu najciężej rannych, a pozostałych jeńców po kilku dniach zabrali do San Fernando nad Zatoką Lingayen, gdzie 27 grudnia załadowali ich na statki „Enoura Maru” i „Brazil Maru”. |
|            | „Enoura Maru”             | 27 grudnia 1944 – 9 stycznia 1945   | unieruchomiony 9 stycznia 1945     | Jeden z dwóch ostatnich „piekielnych statków”, które wyruszyły z Filipin. Wypłynął w rejs z San Fernando nad Zatoką Lingayen. W jego ładowniach przewożono około 1070 amerykańskich jeńców, którzy przeżyli zatonięcie „Ōryoku Maru” (pozostałych załadowano na statek „Brazil Maru”). W czasie pierwszej fazy rejsu zmarło szesnastu jeńców. 31 grudnia 1944 roku oba statki przybiły do Takao, gdzie zatrzymały się na wielodniowy postój. 6 stycznia jeńców z „Brazil Maru” przeniesiono na „Enoura Maru”. Trzy dni później ten ostatni został jednak ciężko uszkodzony przez amerykańskie samoloty. Zginęło od 200 do 300 jeńców. Dopiero po trzech dniach Japończycy zgodzili się usunąć z ładowni ciała zabitych i udzielić pomocy rannym. 13 stycznia ocalałych jeńców przeniesiono na „Brazil Maru”. |
| Brazil     | „Brazil Maru”             | 27 grudnia 1944 – 29 stycznia 1945  | dopłynął do miejsca przeznaczenia. | Jeden z dwóch ostatnich „piekielnych statków”, które wyruszyły z Filipin. Wypłynął w rejs z San Fernando nad Zatoką Lingayen. W jego ładowniach przewożono 236 amerykańskich jeńców, którzy przeżyli zatonięcie „Ōryoku Maru” (pozostałych załadowano na statek „Enoura Maru”). W czasie pierwszej fazy rejsu zmarło pięciu jeńców. 31 grudnia 1944 roku oba statki przybiły do Takao, gdzie zatrzymały się na wielodniowy postój. 6 stycznia 1945 roku jeńców z „Brazil Maru” przeniesiono na „Enoura Maru”. Trzy dni później ten ostatni został jednak ciężko uszkodzony przez amerykańskie samoloty. Jeńców, którzy przeżyli nalot, w liczbie około 900–1000, przeniesiono 13 stycznia na „Brazil Maru”. Następnego dnia statek wznowił rejs do Japonii. Doskwierający dotąd jeńcom upał, zastąpiły wkrótce zimowe mrozy. Amerykańscy żołnierze masowo umierali na skutek chorób, głodu i pragnienia; w pewnym momencie liczba zgonów sięgnęła trzydziestu dziennie. 30 stycznia 1945 roku w porcie Moji na ląd zeszło zaledwie około 450–500 spośród 1619 jeńców, którzy w Manili weszli na pokład „Ōryoku Maru”. |

## Powojenne procesy

### „Piekielne statki” na procesie tokijskim
Kwestia traktowania alianckich jeńców, których przewożono „piekielnymi statkami”, została poruszona podczas procesu japońskich przywódców, który toczył się przed Międzynarodowym Trybunałem Wojskowym dla Dalekiego Wschodu w Tokio. W jego wyroku uznano m.in., że przewożenie jeńców „statkami więziennymi” miało charakter „bezprawny i nieludzki”, a japońskie władze nie powinny były zezwalać na takie podróże jeśli zdawały sobie sprawę, że nie są w stanie zapewnić jeńcom warunków transportu zgodnych z międzynarodowymi konwencjami. W wyroku odnotowano również, że wielu członków japońskiego rządu i wysokich rangą urzędników było świadomych, w jakich warunkach transportowani są jeńcy, nie podjęli oni jednak wystarczających działań, aby je polepszyć. W dodatku te kroki, które podjęto w celu poprawy warunków na jenieckich statkach, nie były motywowane dążeniem do przestrzegania prawa wojennego, lecz miały na celu jedynie zagwarantowanie, że jeńcy pozostaną zdolni do pracy.
Wśród japońskich przywódców politycznych i wojskowych, których skazał Międzynarodowy Trybunał Wojskowy dla Dalekiego Wschodu, znalazły się osoby odpowiedzialne za złe traktowanie alianckich jeńców wojennych. Między innymi gen. Hideki Tōjō, któremu jako premierowi i ministrowi wojny podlegały wszystkie sprawy dotyczące jeńców wojennych, został skazany na karę śmierci i stracony. Skazany został także wiceadm. Takasumi Oka – szef Biura Spraw Marynarki Wojennej, który polecał przewozić jeńców drogą morską i rozkazał rozstrzeliwać w wodzie tych rozbitków, których „piekielne statki” zatopili alianci. Został skazany na karę dożywotniego pozbawienia wolności.

### Procesy niższych rangą sprawców

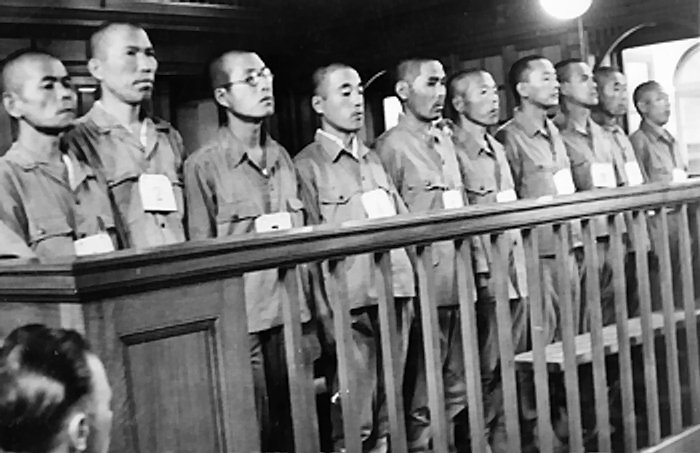
Kapitan Sadaichi Gozawa (pierwszy w lewej) i inni japońscy oskarżeni podczas procesu przed brytyjskim trybunałem wojskowym w Singapurze

Pewna liczba japońskich żołnierzy i marynarzy, których oskarżono o złe traktowanie jeńców na „piekielnych statkach”, została osądzona przez alianckie trybunały. Byli to zazwyczaj młodsi oficerowie lub podoficerowie. Stawiane im zarzuty najczęściej nie odnosiły się do konkretnych zbrodni, lecz dotyczyły złych warunków bytowych i sanitarnych, które panowały na statkach. Jednakże ze względu na fakt, że oskarżeni byli zazwyczaj zbyt niskiej rangi, by mieć rzeczywisty wpływ na zaopatrzenie i warunki bytowe na „piekielnych statkach”, oskarżano ich o: brak zainteresowania losem jeńców, nie podejmowanie działań, aby zapewnić im minimalne warunki do przeżycia, niedopełnienie obowiązku raportowania przełożonym o brakach w zaopatrzeniu lub złych warunkach panujących na statkach, brak odpowiedniego nadzoru nad podwładnymi, którzy brutalnie traktowali jeńców.
Pierwszy powojenny proces, podczas którego poruszono kwestię transportu jeńców „piekielnymi statkami”, odbył się przed brytyjskim trybunałem wojskowym w Singapurze w styczniu i lutym 1946 roku. Co prawda zarzuty, które postawiono japońskim oskarżonym dotyczyły przede wszystkim złego traktowania i mordowania indyjskich żołnierzy w obozie jenieckim na wyspie Babeldaob w archipelagu Palau, poruszono jednak także kwestię złych warunków, które panowały na statku „Thames Maru”. Wyrokiem z 1 lutego 1946 roku por. Kaniyuki Nakamura został skazany na karę śmierci przez powieszenie (wyrok wykonano). Jego przełożony, kpt. Sadaichi Gozawa, usłyszał wyrok 12 lat więzienia. Sześciu innych oskarżonych skazano na kary pozbawienia wolności w wysokości od 2 do 7 lat, a dwóch uniewinniono.
W lutym 1946 roku przed amerykańskim trybunałem wojskowym w Manili stanął gen. Shiyoku Kou (Hong Sa-ik) – od marca 1944 roku zwierzchnik wszystkich obozów jenieckich na Filipinach. Postawione mu zarzuty dotyczyły m.in. wydania rozkazu ewakuacji 1619 amerykańskich jeńców statkiem „Ōryoku Maru” oraz niedopełnienia obowiązku zapewnienia im ochrony przed maltretowaniem i złym traktowaniem. Kou został uznany winnym zarzucanych czynów i skazany na karę śmierci przez powieszenie. Wyrok wykonano we wrześniu 1946 roku.
W lipcu 1946 roku przed alianckim trybunałem wojskowym w Singapurze stanęło trzynastu Japończyków i Koreańczyków, których oskarżono o złe traktowanie alianckich żołnierzy w kilku obozach jenieckich na obszarze Holenderskich Indii Wschodnich, w tym na archipelagu Moluków. Jeden z zarzutów dotyczył również złego traktowania jeńców na pokładzie „Maros Maru”. Sześciu oskarżonych zostało uznanych winnymi m.in. tego właśnie zarzutu. Byli to: ppłk Sanso Anami – zwierzchnik wszystkich obozów jenieckich na Molukach (kara śmierci), kpt. Hideichi Kurashima – nominalny komendant obozu jenieckiego na wyspie Haruku (kara śmierci), kpt. Kuranosuke Shimada – lekarz wojskowy (kara śmierci), sierż. Masao Mori – faktyczny komendant obozu na Haruku (kara śmierci), sierż. Kichijiro Kawai (kara śmierci), Yoshikichi Kasiyama – koreański tłumacz, prawa ręka sierż. Moriego (dożywotnie więzienie).
W sierpniu 1946 roku przed brytyjskim trybunałem wojskowym w Hongkongu stanął Genichiro Nimori – japoński tłumacz, którego oskarżono o złe traktowanie alianckich żołnierzy w obozach jenieckich oraz na statkach „Lisbon Maru” i „Tozan Maru”. Wyrokiem z 1 października 1946 roku został uznany winnym większości zarzutów i skazany na karę 15 lat więzienia.
W październiku 1946 roku przed brytyjskim trybunałem wojskowym w Singapurze stanął Kioshi Kaneoka („Cyklop”), koreański strażnik oskarżony m.in. o śmiertelne pobicie jeńca na pokładzie „Maros Maru”. Został uznany winnym zarzucanych czynów i skazany na karę śmierci przez powieszenie. Wyrok wykonano
W tym samym miesiącu przed brytyjskim trybunałem w Hongkongu stanął Shigeru Kyoda – kapitan „Lisbon Maru”. Oskarżono go o zamknięcie włazów do ładowni po storpedowaniu statku oraz o niezapewnienie jeńcom odpowiedniej liczby szalup i kamizelek ratunkowych. Wyrokiem z 29 listopada 1946 roku został uznany winnym niektórych zarzutów i skazany na karę 7 lat więzienia.
W marcu 1947 roku przed brytyjskim trybunałem wojskowym w Singapurze stanął sierż. Kitaichi Jotani, którego jako dowódcę jenieckiego kontyngentu obarczono odpowiedzialnością za śmierć 98 jeńców w ładowniach „Hōfuku Maru”. Został uznany winnym zarzucanych czynów i skazany na karę śmierci przez powieszenie. Wyrok wykonano.
W tym samym miesiącu przed amerykańskim trybunałem wojskowym w Jokohamie rozpoczął się proces dziewięciu japońskich żołnierzy i cywilów, których oskarżono o mordowanie i nieludzkie traktowanie jeńców przewożonych statkami „Ōryoku Maru”, „Brazil Maru” i „Enoura Maru”. Zarzuty postawione kapitanowi „Brazil Maru”, Shinowi Kajiyamie, zostały oddalone jeszcze przed zakończeniem procesu. Z kolei sześciu oskarżonych wyrokiem z 9 maja 1947 roku uznano winnymi zarzucanych czynów. Porucznik Junsaburo Toshino – dowódca jenieckiego kontyngentu, oraz kpr. Kazutane Aihara (strażnik) zostali skazani na karę śmierci. Tłumacz Shusuke Wada usłyszał wyrok dożywotniego pozbawienia wolności. Trzech innych oskarżonych skazano na kary więzienia w wymiarze od 10 do 25 lat. Dwóch strażników uniewinniono.
W kwietniu 1947 roku przed australijskim trybunałem wojskowym w Singapurze rozpoczął się proces dwóch japońskich żołnierzy, których oskarżono o złe traktowanie jeńców na statku „Raishin Maru”. Na ławie oskarżonych zasiedli: por. Kishio Uchiyama – komendant transportu, oraz jego zastępca sierż. Mitsugu Fukuda. Obaj zostali uznani winnymi zarzucanych czynów. Uchiyama usłyszał wyrok 6 lat więzienia, a Fukuda – 3,5 roku więzienia.
W maju 1947 roku przed brytyjskim trybunałem wojskowym w Singapurze stanął sierż. Haruyoshi Nakanishi, którego jako dowódcę jenieckiego kontyngentu obarczono odpowiedzialnością za złe traktowanie jeńców na pokładzie statku „Taian Maru” (vel „Takan Maru”). Został uznany winnym zarzucanych czynów i skazany na karę 2 lat więzienia.
We wrześniu 1947 roku przed brytyjskim trybunałem wojskowym w Singapurze stanęli dwaj Japończycy oskarżeni o złe traktowanie jeńców na pokładzie statku „Asaka Maru”. Obu uznano winnymi zarzucanych czynów. Kapitan jednostki, Bunji Odake, został skazany na 6 miesięcy więzienia, podczas gdy dowódca jenieckiego kontyngentu, por. Takeo Ino, usłyszał wyrok 3 miesięcy więzienia. Oba wyroki nie zostały jednak zatwierdzone przez brytyjskie dowództwo.
W tym samym miesiącu przed brytyjskim trybunałem wojskowym w Singapurze odbył się proces czterech japońskich żołnierzy i cywilów, których oskarżono o złe traktowanie jeńców na statku „Singapore Maru”. Wszystkich uznano winnymi zarzucanych czynów. Kapitan jednostki, Yoshinori Nishimi, został skazany na 2 lata więzienia. Porucznik Makoto Ogasawara – najwyższy rangą japoński oficer na statku, usłyszał wyrok 3 lat więzienia. Podporucznik Naosuke Maruyama – dowódca jenieckiego kontyngentu, został skazany na 2 lata więzienia, natomiast sierż. Yoichi Uchida usłyszał wyrok 6 miesięcy pozbawienia wolności.
W czerwcu 1948 roku przed australijskim trybunałem wojskowym w Hongkongu stanął Tatsuo Yamasaka – podoficer Cesarskiej Marynarki Wojennej. Postawiono mu zarzut torturowania i złego traktowania sześciu brytyjskich i nowozelandzkich jeńców, których w czerwcu 1944 roku przewieziono z Surabaji do Osaki na pokładzie tendera wodnosamolotów „Sanuki Maru”. Oskarżony został uznany winnym zarzucanych czynów i skazany na pięć lat więzienia.
Wielu oficerów Cesarskiej Marynarki Wojennej, którzy byli odpowiedzialni za mordowanie i nieludzkie traktowanie jeńców przewożonych „piekielnymi statkami”, nie zostało nigdy pociągniętych do odpowiedzialności karnej.

## Upamiętnienie

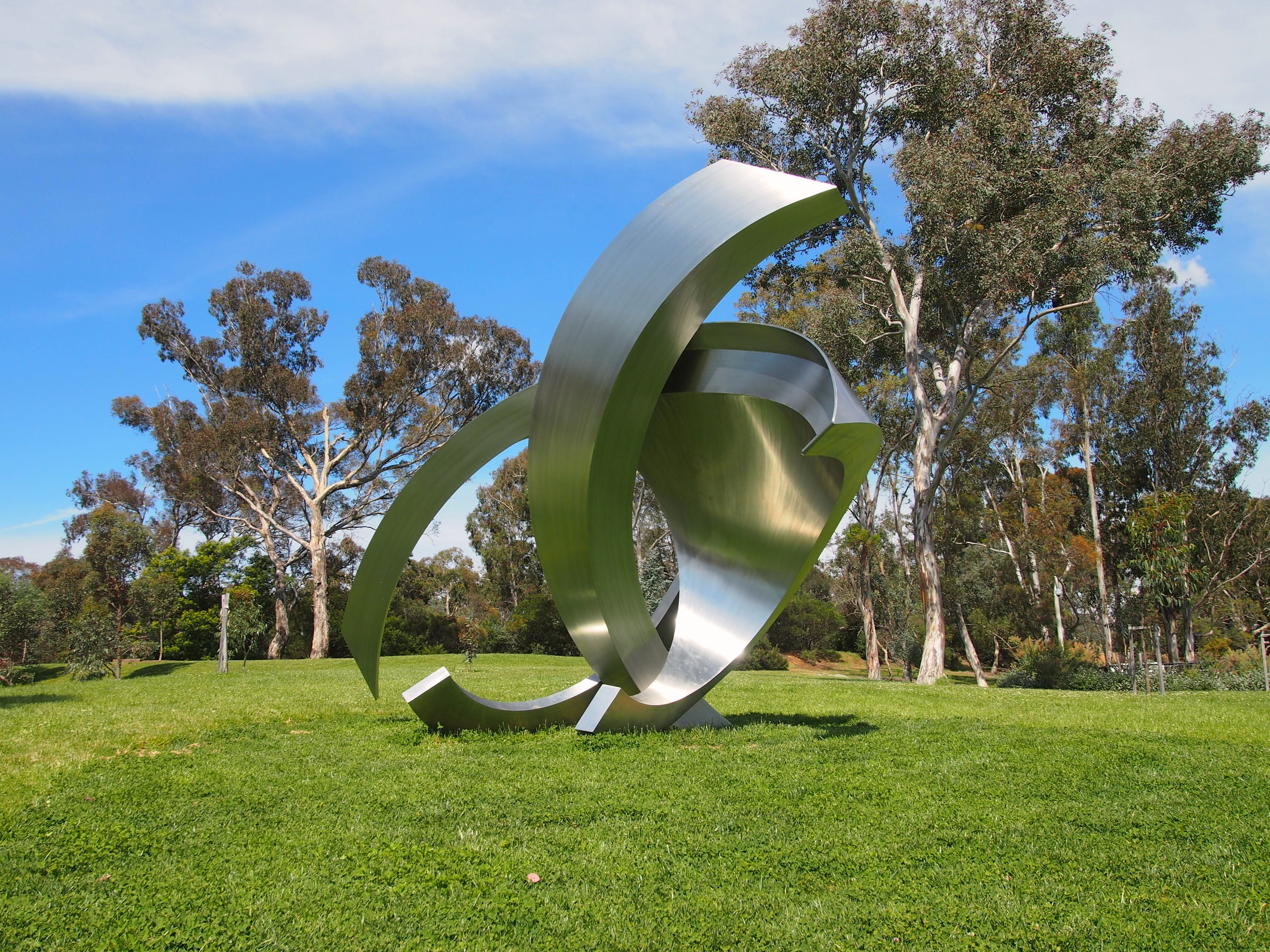
Rzeźba upamiętniająca obrońców Rabaulu i ofiary zatonięcia „Montevideo Maru”. Australian War Memorial w Canberze

Szczątki niektórych ofiar „piekielnych statków” spoczywają na National Memorial Cemetery of the Pacific w Honolulu na Hawajach oraz prawdopodobnie na alianckim cmentarzu wojennym w Jokohamie. Nazwiska wielu jeńców, którzy zginęli na morzu, znajdują się wśród nazwisk 24 tys. poległych alianckich żołnierzy, które wyryto na pamiątkowym murze w obrębie Kranji War Memorial w Singapurze. Z kolei nazwiska jeńców, którzy zginęli na „Lisbon Maru”, wyryto na tablicach znajdujących się przy bramie cmentarza wojennego Sai Wan w Hongkongu.
W 1990 roku na okręcie podwodnym USS „Pampanito”, zacumowanym w porcie San Francisco w charakterze okrętu–muzeum, odsłonięto tablicę upamiętniającą rolę, którą jednostka ta odegrała w akcji ratowania jeńców-rozbitków z „Rakuyō Maru”.
Australijskich żołnierzy i cywilów, którzy zginęli na statku „Montevideo Maru” upamiętniają: obelisk-tablica na terenie kompleksu ogrodów botanicznych w Ballarat (odsłonięty w 2004 roku) oraz rzeźba dłuta Jamesa Parretta na terenie Australian War Memorial w Canberze (odsłonięta w 2012 roku). Tablice i pomniki poświęcone tej tragedii znajdują się również na Nowej Brytanii: w Simpson Harbour oraz na cmentarzu wojennym w Bita Paka.
W 2006 roku w Olongapo na Filipinach, przy brzegu zatoki Subic, został odsłonięty pomnik znany pod nazwą The Hellships Memorial. Jego centralny element stanowią cztery kamienne monolity, na których wyryto inskrypcje opisujące historię „piekielnych statków” i oddające hołd ich ofiarom. W obrębie pomnika znajdują się również liczne tablice pamiątkowe zawieszone z inicjatywy instytucji i osób prywatnych – w tym dwie tablice upamiętniające Australijczyków, którzy zginęli na „Montevideo Maru”.
W 2006 roku w obrębie War and Peace Memorial Park na wysepce Qijin u wejścia do portu w Kaohsiungu odsłonięto pomnik upamiętniający ofiary „piekielnych statków”, które cierpiały i ginęły na wodach Tajwanu (The Taiwan Hellships Memorial). Ponadto w 2011 roku wystawę w znajdującym się w obrębie tego parku Tajwańskim Muzeum Weteranów uzupełniono o informacje dotyczące historii „piekielnych statków”.
W 2014 roku nad brzegiem zatoki Sindangan na wyspie Mindanao odsłonięto tablicę pamiątkową, poświęconą mieszkańcom okolicznych miejscowości, którzy we wrześniu 1944 roku pomogli uratować 81 jeńców-rozbitków ze statku „Shin’yō Maru”.
W 2018 roku na terenie National Memorial Cemetery of the Pacific w Honolulu odsłonięto kamień pamiątkowy poświęcony jeńcom, którzy zginęli na statku „Enoura Maru”.
W niewielkim budynku na terenie National Memorial Arboretum w brytyjskim Alrewas znajduje się miejsce pamięci poświęcone „jeńcom Dalekiego Wschodu” (Far East prisoners of war). Jednym z jego elementów jest Japanese Prison Ships Memorial Garden, upamiętniający japońskie „piekielne statki” i ich ofiary. Ponadto na terenie National Memorial Arboretum osobno upamiętniono dwa „piekielne statki”, na których zginęła znaczna liczba brytyjskich jeńców wojennych: „Lisbon Maru” i „Suez Maru”.

## W kulturze
Los amerykańskich jeńców, których przewożono „piekielnymi statkami”, jest jednym z wątków filmu dokumentalnego Never the same: The Prisoner of War Experience z 2013 roku (reż. Jan Thompson). Z kolei jednym z głównych motywów australijskiego filmu dokumentalnego Road to Tokyo z 2005 roku (reż. Graham Shirley) jest zatopienie statku „Rakuyō Maru”.
Do zatopienia „Kachidoki Maru” i „Rakuyō Maru” nawiązuje fabuła brytyjskiego dramatu wojennego Powrót znad rzeki Kwai z 1989 roku (reż.  Andrew V. McLaglen).
Do zatopienia „Montevideo Maru” nawiązuje australijski zespół rockowy Midnight Oil w swym utworze In the Valley.
Nazwę „Lisbon Maru” nosi jeden z utworów brytyjskiego zespołu Fuck Buttons tworzącego muzykę elektroniczną.